# Manila

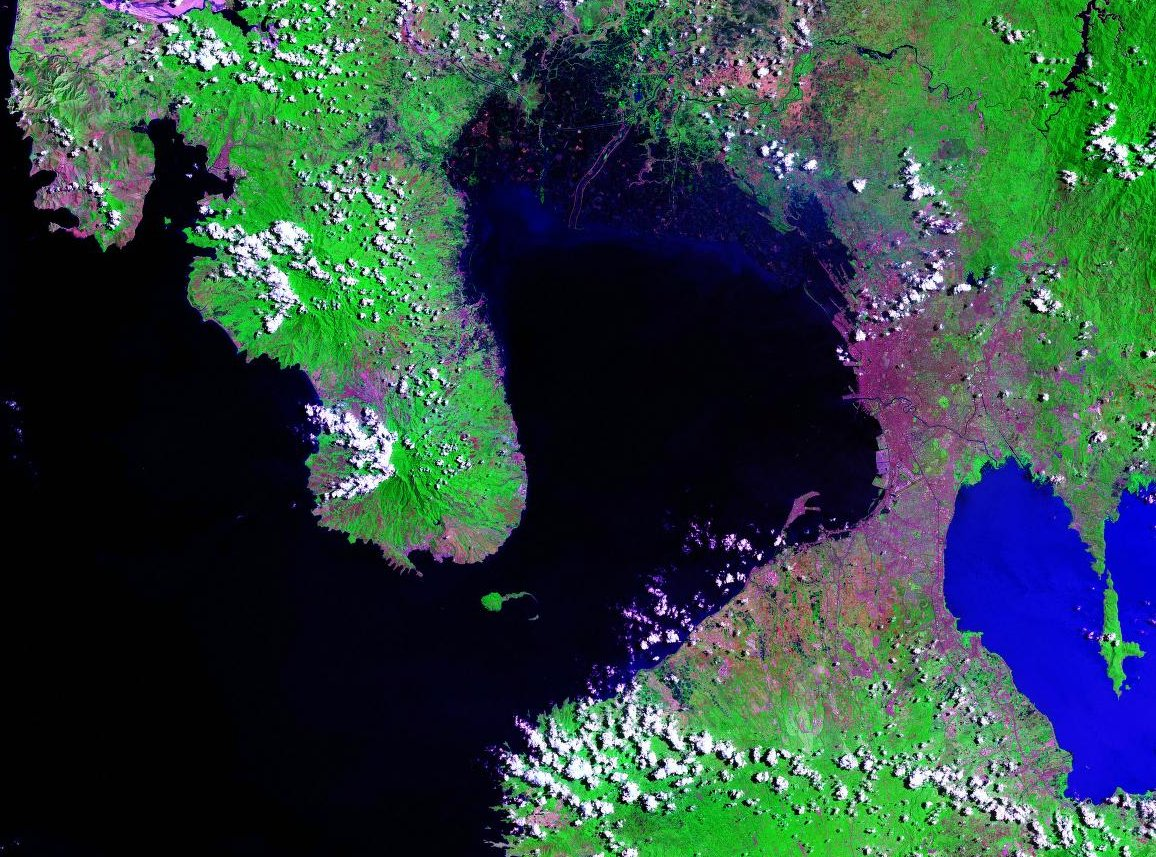
Satellitenaufnahme der Manilabucht

Karte Manilas

Manila ([maˈniːla], offiziell englisch City of Manila, Tagalog Lungsod ng Maynila) ist die Hauptstadt der Republik der Philippinen.
Manila liegt auf der Hauptinsel Luzon in der Manilabucht. Sie ist eine von 17 Städten und Gemeinden, die zusammen die 636 Quadratkilometer große Region Metro Manila bilden. Die Stadt Manila zählt rund 1,8 Millionen Menschen, in der Agglomeration Metro Manila wohnen rund 12,9 Millionen Einwohner (1. August 2015). Häufig wird die gesamte Metropolregion als Manila bezeichnet, was jedoch im administrativen Sinne falsch ist.
Die Hauptstadt ist das politische, wirtschaftliche und kulturelle Zentrum des Landes sowie Verkehrsknotenpunkt mit Universitäten, Hochschulen, Theater und Museen. Die Schutzpatronin der Stadt ist die La Naval de Manila.

## Geographie
Manila liegt am östlichen Ufer der Manilabucht und hat eine Fläche von 38,55 Quadratkilometern. Der Pasig-Fluss teilt die Stadt in zwei Teile. Ein Großteil der Einwohner lebt in Küstengebieten, die weniger als 10 m über dem Meeresspiegel liegen. Damit ist Manila die am stärksten vom Klimawandel bedrohte Megastadt weltweit; seit 1967 stieg der Meeresspiegel lokal um 80 Zentimeter, da das Gelände durch Wasserentnahme und Bebauung stark absinkt.
Die Stadt ist von den Städten und Gemeinden der Region Metro Manila umgeben: Navotas, Caloocan, Malabon und Valenzuela im Norden, Quezon und Marikina im Nordosten, San Juan, Pasig und Mandaluyong im Osten, Makati und Pateros im Südosten und Pasay, Taguig und Parañaque im Süden. Quezon ist die größte, bevölkerungsreichste (2,9 Millionen Einwohner 2015) und reichste Stadt im Großraum Metro Manila.
Zur Metropolregion Manila gibt es drei verschiedene Definitionen:
- National Capital Region (NCR) oder Metro Manila: Zu ihr gehören die 14 Bezirke der Hauptstadt und weitere 16 Gemeinden. Metro Manila ist zugleich ein Bezirk auf der philippinischen Hauptinsel Luzon. Die NCR erstreckt sich über eine Fläche von 636 Quadratkilometer.
- Greater Manila Area (GMA): Zu diesem Gebiet gehören die 17 Gemeinden von Metro Manila sowie die Provinzen Bulacan, Rizal, Laguna und Cavite. Die GMA erstreckt sich über eine Fläche von 7.627 Quadratkilometer.
- Mega Manila Region (MMR): Zu ihr gehören die 17 Gemeinden von Metro Manila, die sieben Provinzen des Bezirkes Central Luzon und die fünf Provinzen des Bezirkes CALABARZON. Die MMR erstreckt sich über eine Fläche von 38.544 Quadratkilometern.

### Stadtgliederung
Manila ist in 897 Baranggays gegliedert (kleine politische Verwaltungseinheiten, die früher unter der Bezeichnung Barrio bekannt waren). Diese Baranggays sind in 100 Zonen in 14 Distrikten aufgeteilt. Sieben davon liegen nördlich des Pasig: Binondo, Quiapo, Sampaloc, San Miguel, San Nicolas, Santa Cruz und Tondo. Die übrigen sieben Distrikte befinden sich im Süden des Flusses: Ermita, Intramuros, Malate, Paco, Pandacan, Port Area und Santa Ana.
Weitere zwei Gebiete werden inoffiziell als Distrikte bezeichnet: Santa Mesa in Sampaloc und San Andres Bukid in Santa Ana. Der Distrikt Binondo gilt als die Chinatown der Stadt. Tondo ist das ärmste Gebiet der Stadt, während die Distrikte Ermita und Malate touristisch sehr beliebt sind wegen der vielen Bars, Restaurants und Einkaufszentren. Manila ist weiterhin in sechs Wahlbezirke zum Kongress geteilt; jeder Bezirk entsendet einen Vertreter in das Repräsentantenhaus der Philippinen.
Die folgenden Einwohnerzahlen beziehen sich auf die Volkszählungen (VZ) vom 1. September 1995, 1. Mai 2000 und 1. August 2007, sowie 1. Mai 2020.

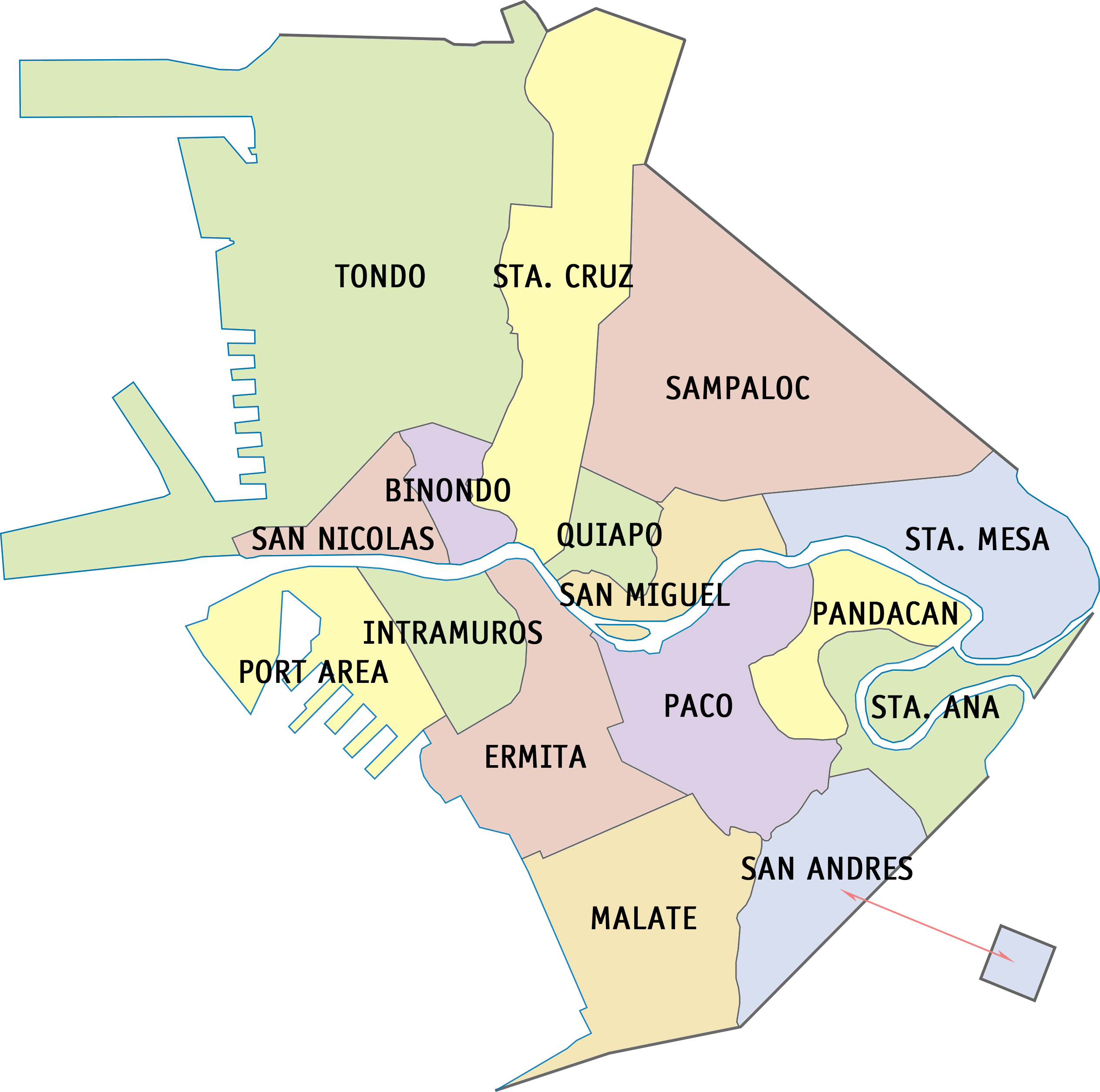
Verwaltungskarte von Manila

| Distrikt    | Fläche in Hektar | VZ 1995   | VZ 2000   | VZ 2007   | VZ 2020-05-01 |
| ----------- | ---------------- | --------- | --------- | --------- | ------------- |
| Binondo     | 66,6             | 15.103    | 11.619    | 12.100    | 20.491        |
| Ermita      | 249,3            | 6.823     | 5.969     | 6.205     | 19.189        |
| Intramuros  | 118,3            | 10.384    | 7.466     | 5.015     | 6.103         |
| Malate      | 277,3            | 81.033    | 77.398    | 78.132    | 99.257        |
| Paco        | 283,1            | 70.339    | 64.184    | 69.300    | 79.839        |
| Pandacan    | 164,2            | 82.194    | 79.003    | 76.134    | 84.769        |
| Port Area   | 177,3            | 15.883    | 25.243    | 48.684    | 72.605        |
| Quiapo      | 88,2             | 25.177    | 24.615    | 23.138    | 29.846        |
| Sampaloc    | 775,3            | 395.111   | 352.329   | 354.514   | 388.305       |
| San Miguel  | 90,5             | 21.267    | 16.798    | 16.115    | 18.599        |
| San Nicolas | 93,5             | 39.594    | 41.517    | 43.225    | 42.957        |
| Santa Ana   | 338,2            | 183.306   | 177.480   | 178.769   | 203.598       |
| Santa Cruz  | 306,8            | 118.903   | 107.154   | 118.779   | 126.735       |
| Tondo       | 109,2            | 589.644   | 590.307   | 630.604   | 654.220       |
| Manila      | 3137,8           | 1.654.761 | 1.581.082 | 1.660.714 | 1.846.513     |

### Klima
Manila liegt in den wechselfeuchten Tropen, die Jahresdurchschnittstemperatur beträgt 26,7 Grad Celsius und schwankt im Laufe des Jahres nur um knapp vier Grad Celsius. Von Januar bis April herrscht ein arides, von Mai bis Dezember ein humides Klima.
Durchschnittlich fallen in einem Jahr 2069 Millimeter Niederschlag, fast drei Viertel davon allein in den Monaten Juni bis September, wenn Manila sich im Einflussbereich des Südwest-Monsuns befindet. Schwere Regenfälle führen während des Monsuns immer wieder zu Überschwemmungen.
|                       | Jan  | Feb  | Mär  | Apr  | Mai   | Jun   | Jul   | Aug   | Sep   | Okt   | Nov   | Dez  |   |         |
| Mittl. Tagesmax. (°C) | 29,5 | 30,5 | 32,1 | 33,5 | 33,2  | 32,2  | 31,1  | 30,6  | 30,9  | 30,9  | 30,7  | 29,7 | ⌀ | 31,2    |
| Mittl. Tagesmin. (°C) | 23,5 | 23,8 | 24,9 | 26,2 | 26,7  | 26,2  | 25,8  | 25,5  | 25,5  | 25,5  | 24,9  | 23,9 | ⌀ | 25,2    |
|                       |      |      |      |      |       |       |       |       |       |       |       |      |   |         |
| Niederschlag (mm)     | 19,0 | 7,9  | 11,1 | 21,4 | 165,2 | 265,0 | 419,6 | 486,1 | 330,3 | 270,9 | 129,3 | 75,4 | Σ | 2.201,2 |
|                       |      |      |      |      |       |       |       |       |       |       |       |      |   |         |
| Sonnenstunden (h/d)   | 5,7  | 7,0  | 7,3  | 8,6  | 7,2   | 5,4   | 4,3   | 4,3   | 4,4   | 5,1   | 5,1   | 4,9  | ⌀ | 5,8     |
|                       |      |      |      |      |       |       |       |       |       |       |       |      |   |         |
| Regentage (d)         | 6    | 3    | 4    | 4    | 12    | 17    | 24    | 23    | 22    | 19    | 14    | 11   | Σ | 159     |

| 23,5 |

| 23,8 |

| 24,9 |

| 26,2 |

| 26,7 |

| 26,2 |

| 25,8 |

| 25,5 |

| 25,5 |

| 25,5 |

| 24,9 |

| 23,9 |

| 23,5 |

| 23,8 |

| 24,9 |

| 26,2 |

| 26,7 |

| 26,2 |

| 25,8 |

| 25,5 |

| 25,5 |

| 25,5 |

| 24,9 |

| 23,9 |

#### Taifune

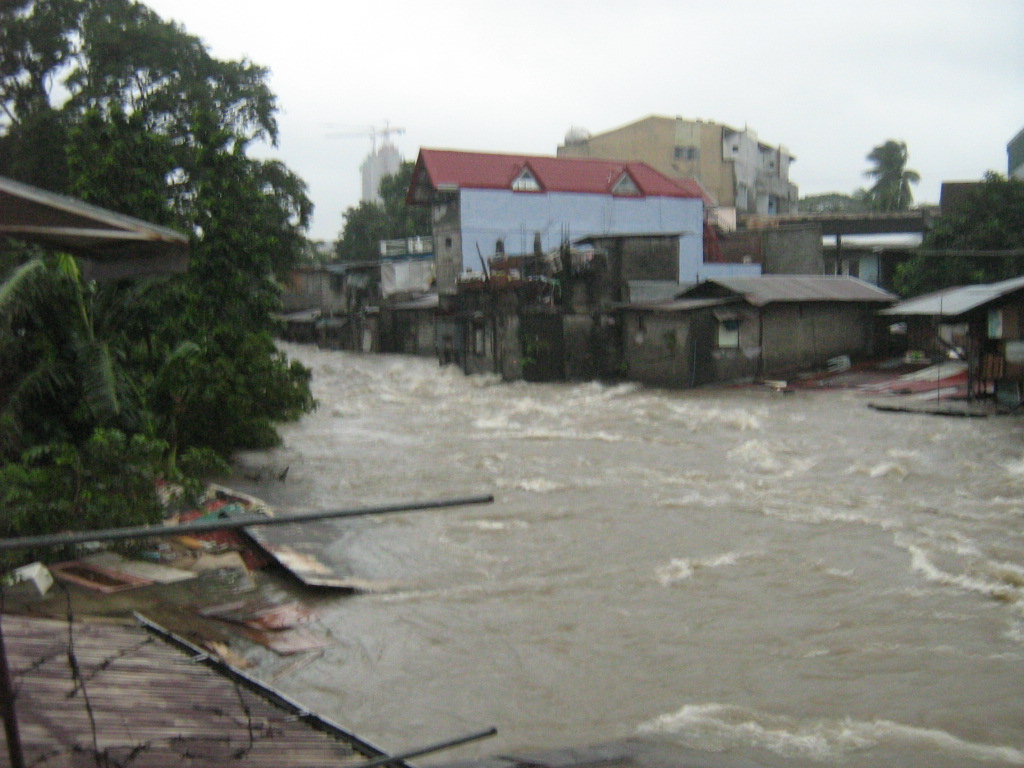
Am 26. September 2009 fiel in Metro Manila die höchste Regenmenge der Geschichte

Häufig suchen auch Taifune die Stadt heim. Taifune gehören zu den schwersten Naturkatastrophen in Manila. Oft richten sie starke Zerstörungen mit zahlreichen Toten an. Schwere Schäden entstehen nicht nur durch die hohen Windstärken, sondern auch durch die häufig sehr starken Niederschläge in kürzester Zeit, die zu Überschwemmungen führen.
Am 26. September 2009 führte der Taifun „Ketsana“ (in den Philippinen „Ondoy“ genannt) in Metro Manila zu den schwersten Überschwemmungen seit 42 Jahren. Dabei starben mindestens 337 Menschen, etwa 80 Prozent der Stadt standen unter Wasser. Nach Angaben der Philippine Atmospheric, Geophysical and Astronomical Services Administration (PAGASA) fielen mit 455 Millimeter Niederschlag innerhalb von 24 Stunden – die höchste Regenmenge der Geschichte. Der bisherige Rekordwert war am 7. Juni 1967 mit 334,5 Millimetern in der gleichen Periode gemessen worden.

## Geschichte

### Vorkoloniale Zeit
Gegründet wurde die Stadt, nachdem man im Jahr 1500 den Krieg gegen das Sultanat Brunei, unter Sultan Bolkiah, verloren hatte. Die Hauptstadt Luzons, Tondo, wurde von dem Sultanat wegen seiner wirtschaftlich günstigen Lage militärisch eingenommen. Als Zeichen des Triumphs gründete das Sultanat eine neue Stadt am gegenüberliegenden Ufer von Tondo. Diese wurde offiziell Seludung (trad. Bay.: ᜐᜒ ᜎᜓ ᜇᜓ / kol. Bay.: ᜐᜒ ᜎᜓ ᜇᜓᜅ᜔), übersetzt Hauptstadt, genannt. Allerdings war sie eher unter ihrem bürgerlichen Namen Maynilad bekannt. Der Neffe Bolkiahs, Lontok, von da an als Gat Lontok bekannt, wurde zum Herrscher dieses Stadtstaates, welcher mit Stadtmauern und Lantaka (trad. Bay.: ᜎᜆᜃ / kol. Bay.: ᜎᜆᜈ᜔ᜃ), asiatischen Kanonen, geschützt wurde.
Zwar durfte der König Luzons sein Amt weiterhin ausführen, aber seine politische Macht war in den Grundfesten erschüttert. Deswegen konnte das Adelshaus Namayan (trad. Bay.: ᜈᜋᜌ / kol. Bay.: ᜈᜋᜌᜈ᜔), auch bekannt als Sapa (Bay.: ᜐᜉ), zur Macht gelangen. Das Haus hatte bereits 1157 einen Höhepunkt erlebt und sah in der Schwäche des Königs eine Möglichkeit, wieder an Macht zu gelangen. Dementsprechend regierten drei Königshäuser, das Haus Tondo, das Haus Maynilad, oder Haus Seludung, und das Haus Namayan, im heutigen Manila.
Das ursprüngliche Manila selbst war zunächst ein muslimisches Sultanat an der Mündung des Pasig an den Ufern der Manilabucht. Der Name entstammt dem Begriff maynilad (traditionelles Baybayin: ᜋᜈᜒᜎ / koloniales Baybayin: ᜋᜌ᜔ᜈᜒᜎᜇ᜔), wörtlich „Hier gibt es Nilad.“ („may“ = „Hier gibt es“, als Nilad wird eine weißblütige Mangrovenpflanze bezeichnet, die zahlreich in dem Gebiet wächst). Da End-Konsonanten im traditionellen Baybayin allerdings nicht geschrieben werden, dachten die Spanier, die Stadt heiße nicht Maynilad, sondern Manila.
Mitte des 16. Jahrhunderts war Manila eine blühende Siedlung. Die große Volksgruppe der Tagalog, die im südlichen Teil des Pasig ansässig war, wurde zur Zeit der Ankunft der Spanier sowohl von Rajah Sulayman, aus Seludung, Rajah Matanda, aus Sapa, als auch Rajah Lakan Dula, aus Tondo, regiert.
Als der spanische Eroberer Miguel López de Legazpi auf der Insel Cebu vom Reichtum Manilas hörte, sandte er Leutnant Martín de Goiti und Kommandant Juan de Salcedo in den Norden, um dieses Gebiet zu erforschen. Im ausgehenden Jahr 1569 verließen 300 Soldaten, Kavalleristen und einige Einheimische Cebu und begaben sich auf eine Expedition. Die Spanier erforschten zunächst die nördlich gelegenen Inseln Panay und Mindoro. Sie gerieten dabei in Konflikt mit chinesischen Händlern und Piraten. Goiti und Salcedo besiegten die Chinesen schließlich und gründeten auf diesen Inseln die ersten spanischen Siedlungen.
Am 8. Mai 1570 erreichten die Spanier Manila. Von der Größe des Hafens beeindruckt, gingen sie an der Manilabucht an Land. Die Soldaten wurden von den muslimischen Bewohnern freundlich empfangen. Sie kampierten schließlich einige Wochen dort und täuschten dem muslimischen König Rajah Sulayman ein Bündnis vor. Sie gaben dem König vor, dass sie nur vorübergehend in Manila bleiben wollten, was aber ihren tatsächlichen Absichten nicht entsprach.
Am 24. Mai 1570, nach zahlreichen Schlachten zwischen den beiden Gruppen, marschierten die spanischen Truppen zu den muslimischen Siedlungen in Tondo. Die schwer bewaffneten Spanier besiegten schließlich die muslimische Bevölkerung und eroberten anschließend die Region. Die Siedlung Manila fiel am 6. Juni 1570 in die Hände der Spanier und brannte bis auf die Grundfesten nieder.

### Frühe spanische Periode

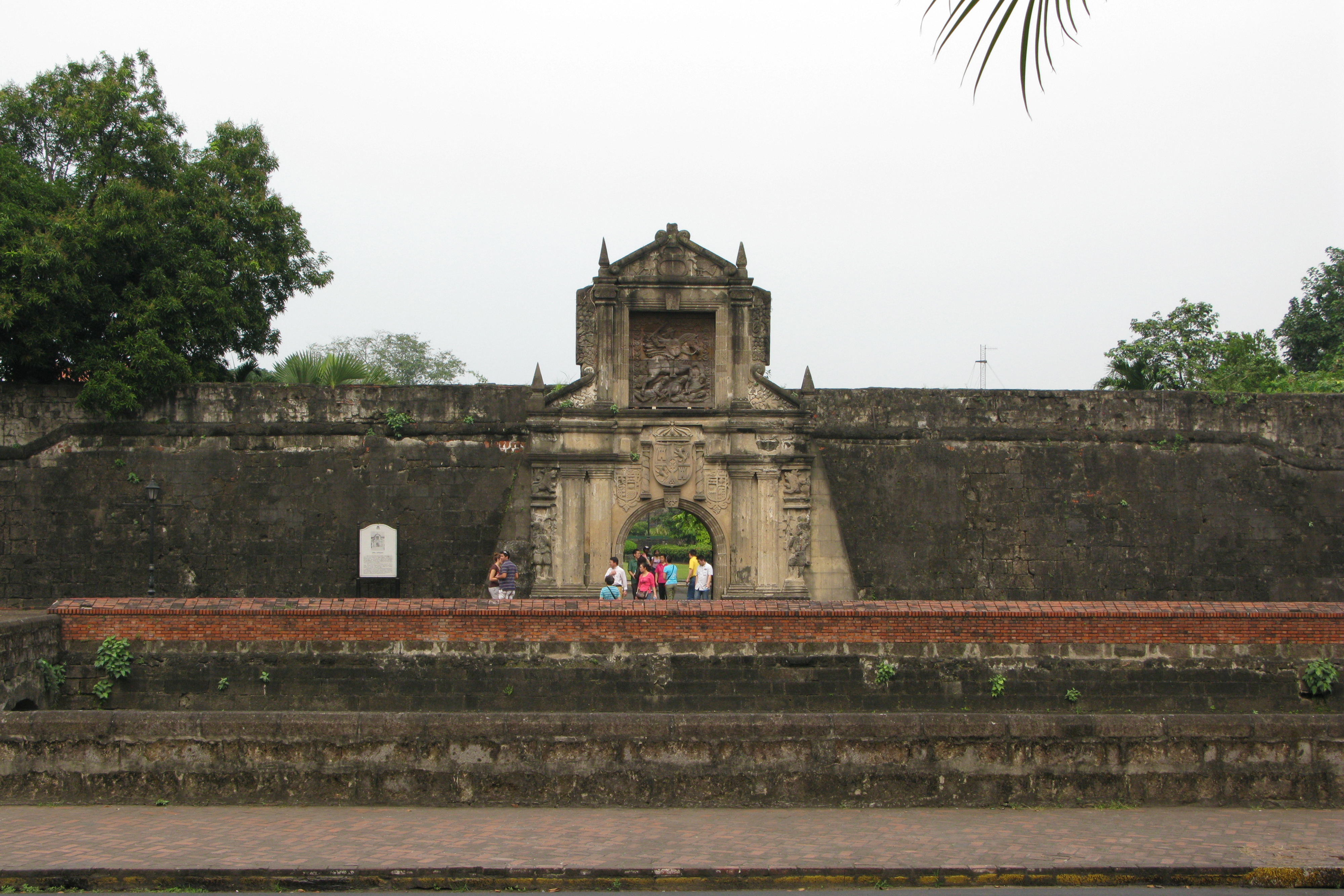
Fort Santiago von 1570

Im Zuge dieser Niederlage fielen alle drei Herrscher in die Hände von Martín de Goiti und wurden daraufhin zu Gefangenen des spanischen Konquistadors. In der Folge konvertierten die Führer zum römisch-katholischen Glauben. Sie erhielten ihre Privilegien zurück, wurden ins koloniale Herrschaftssystem integriert und regierten fortan unter spanischer Kontrolle.
Im Jahre 1571 kam Legazpi nach Manila und gründete mit Hilfe der ehemaligen einheimischen Herrscher einen Stadtrat. An der gleichen Stelle wie die alte Moslemfestung wurde nun die befestigte spanische Altstadt von Manila gebaut, die Intramuros genannt wird und nur für Spanier zugänglich war. Manila wurde am 24. Juni 1571 zur Hauptstadt der neuen philippinischen Kolonie und Legazpi deren erster Gouverneur.
1579 errichtete Papst Gregor XIII. das Bistum Manila, welches Papst Clemens VIII. 1595 zum Erzbistum erhob. Seither ist Manila Sitz der (Erz-)Bischöfe des (Erz-)Bistums Manila. Der Katholizismus vermischte sich mit vorspanischen Traditionen. Die Missionare nutzten außerdem die alte Baybayin-Schrift zur Verbreitung christlicher Texte. Im Jahr 1603 kam es zu einem Aufstand chinesischer Bürger gegen die spanische Herrschaft, das mit der Auslöschung der gesamten chinesischen Kolonie in der Stadt endete und 20.000 Todesopfer forderte. 1611 wurde in Manila die Universidad de Santo Tomas als älteste katholische Universität in Asien eröffnet.

### Blütezeit von Verwaltung und Wirtschaft
Bei der Missionierung und Verwaltung wurden lokale Häuptlinge in eine Art indirekter Herrschaft einbezogen. Aus ihnen entstand die sogenannte principalía, eine ländliche einheimische Führungsschicht mit entsprechenden Privilegien. Die spanische Führungsschicht der Kolonie hielt sich hauptsächlich in Manila auf und überließ die Verwaltung auf dem Lande größtenteils der lokalen principalia und den spanischen Priestern und Mönchen vor Ort.
Die wichtigste Einkommensquelle für Spanien war der Handel, da Manila eine wichtige Handelsstation war zwischen China und dem heutigen Mexiko, damals die größte Region des Vizekönigreichs Neuspanien in Mittelamerika. Durch den merkantilistisch organisierten Galeonenhandel (Manila-Galeone) zwischen Manila und Acapulco, der 1565 begann und bis zum Jahre 1813 fortgesetzt wurde, kamen viele Chinesen als Händler nach Manila. Durch den Galeonenhandel und die administrative Zuordnung der Region zum Vizekönigreich Neuspanien bestanden außerdem enge Beziehungen zu Mexiko.
Die einmal im Jahr verkehrenden Galeonen brachten aus Mexiko hauptsächlich Silberbarren und Münzen, auf der Rückfahrt wurden chinesische Waren, hauptsächlich Seide und andere Textilien, nach Mexiko mitgenommen. Jedes Jahr wurden etwa 50 Tonnen Silber von Acapulco nach Manila verschifft, die als Zahlungsmittel für chinesische Waren ihren Weg nach China fanden. Deshalb wurden Galeonen oft von englischen und niederländischen Freibeutern attackiert, manchmal mit Erfolg.

### Niedergang der spanischen Herrschaft

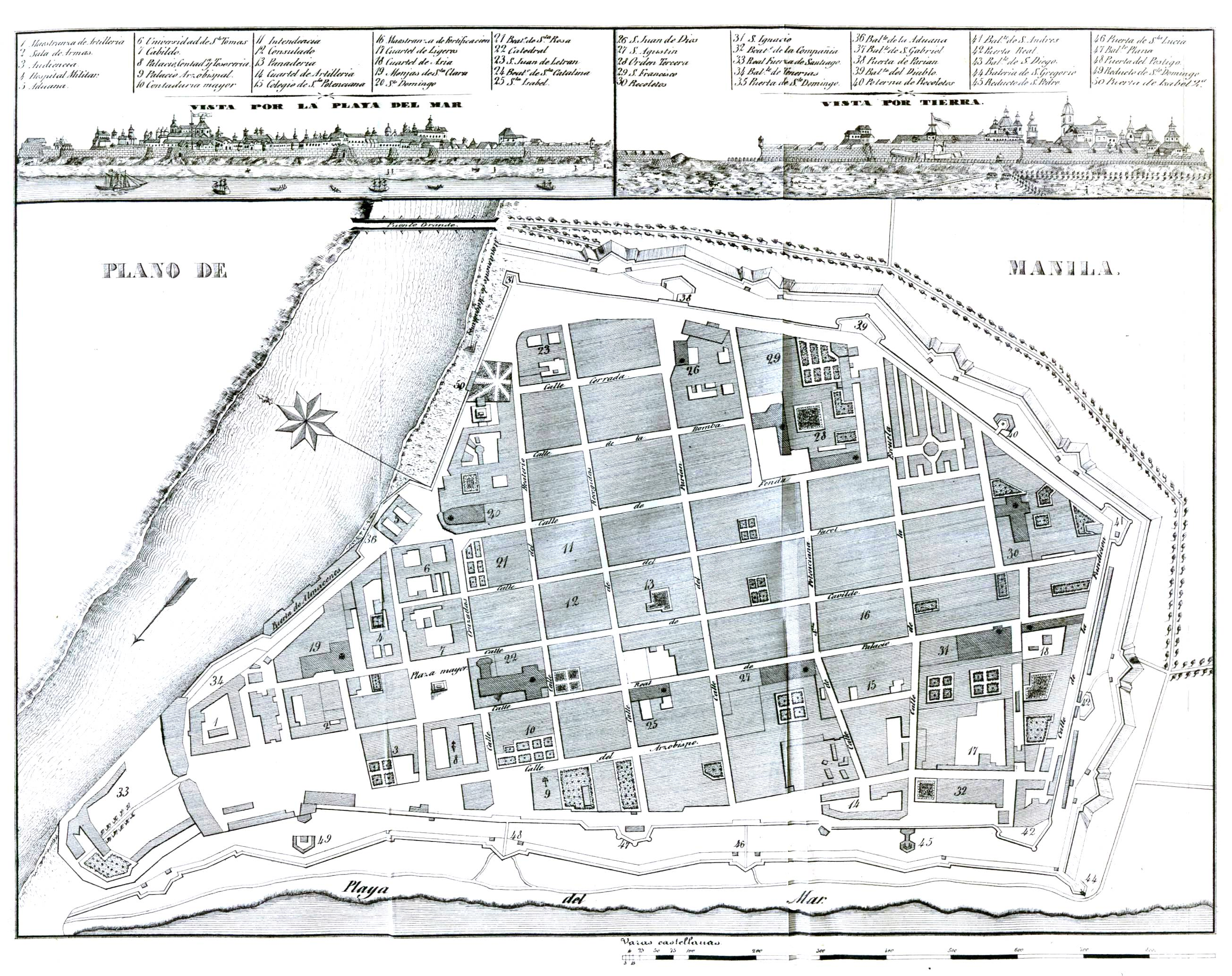
Karte Manilas 1851

1762 trat Spanien auf der Seite Frankreichs gegen Großbritannien in den Siebenjährigen Krieg (1756–1763) ein. Großbritannien unternahm daraufhin die Britische Invasion der Philippinen. Am 6. Oktober 1762 eroberten englische Truppen mit Soldaten der Britischen Ostindien-Kompanie und indischen Sepoys nach zwölftägiger Belagerung Manila. Der anschließende spanische Widerstand gegen die britische Besatzung wurde durch Gouverneur Simón de Anda organisiert, der sein Hauptquartier in Bacolor hatte. Mit dem Friedensvertrag von Paris, wodurch der Krieg beendet wurde, erhielt Spanien im Mai 1764 Manila zurück. Wegen der Niederlage gegen die britischen Truppen hatte Spanien an Ansehen verloren; dies war der Beginn des Niedergangs der spanischen Herrschaft und der Beginn des Aufstiegs Englands als Seemacht im Pazifik.
1821 wurde Mexiko unabhängig. Die Philippinen, die bis dahin als Bestandteil des Vizekönigreiches Mexiko verwaltet wurden, kamen nunmehr direkt unter die Verwaltung Spaniens. In diesem Zusammenhang kam es im Jahre 1822 in Manila zu einer Revolte von spanischen Kreol-Soldaten mexikanischer Herkunft, die sich gegen einen Entwaffnungsbefehl der Kolonialregierung wehrten. Die Kreolen waren die ersten, die sich Filipinos nannten; ein Begriff, der später für alle Einwohner des Archipels verwendet wurde.

### Amerikanische Kolonialzeit

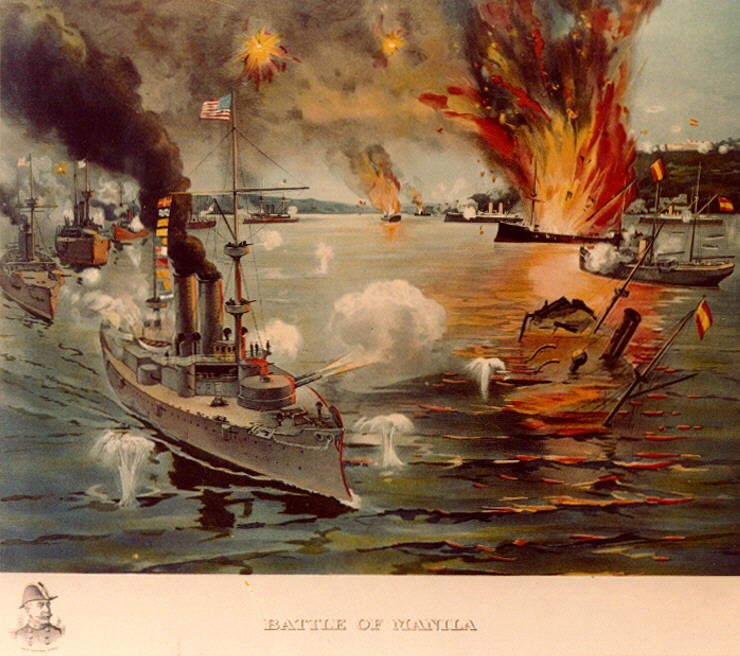
Schlacht in der Bucht von Manila am 1. Mai 1898

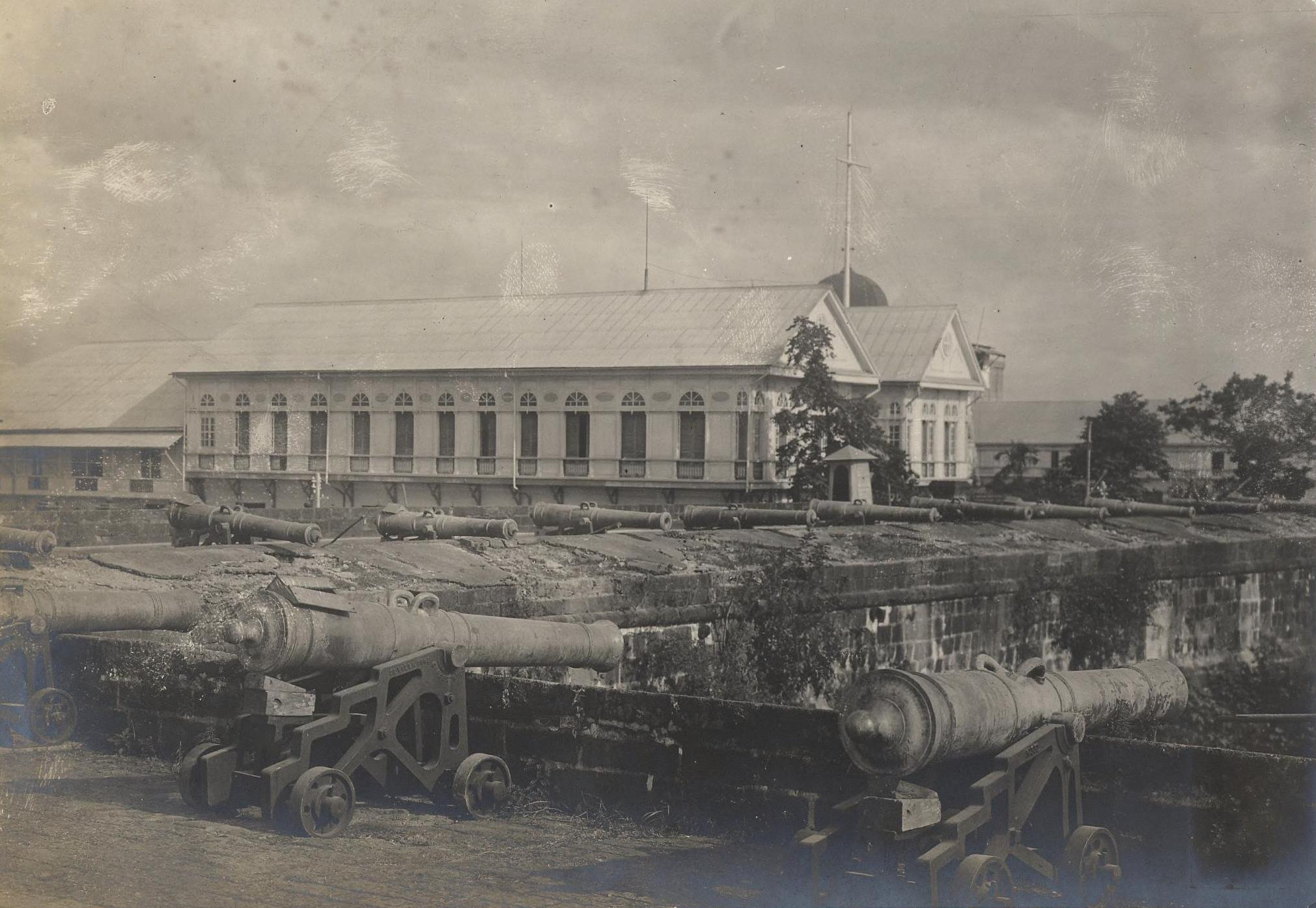
Spanische Geschütze in Intramuros 1902

Am 25. April 1898 erklärten die Vereinigten Staaten Spanien den Krieg. Beim Spanisch-Amerikanischen Krieg ging es den Vereinigten Staaten um die Kontrolle über die verbleibenden Kolonialgebiete Spaniens und um den Zugang zu asiatischen Märkten über die Philippinen. Am 1. Mai 1898 wurde die veraltete spanische Flotte in der Schlacht in der Bucht von Manila von der modernen Flotte der Vereinigten Staaten unter Commodore George Dewey in nur wenigen Stunden völlig zerstört.
Nach dem Sieg Deweys wurde eine Blockade über die Manilabucht verhängt. Trotzdem kamen Kriegsschiffe von Großbritannien, Frankreich, Deutschland und Japan in die Manilabucht. Das deutsche Kontingent wurde bis zum 12. Juni, als Admiral Otto von Diederichs in Manila eintraf, größer als das der Vereinigten Staaten. Es kam zu Provokationen zwischen den Amerikanern und den Deutschen. Erst als die Briten sich auf die Seite der Vereinigten Staaten stellten, zogen die deutschen Schiffe ab.
Am 12. Juni 1898 erklärten sich die Philippinen für unabhängig und setzten Emilio Aguinaldo als Präsidenten ein. Dies fand in Malolos statt, der heutigen Hauptstadt der Provinz Bulacan, da große Teile von Manila noch unter spanischer Kontrolle waren. Im Juli belagerten die Filipinos die befestigte spanische Innenstadt von Manila, Intramuros genannt. Die Spanier weigerten sich jedoch zu kapitulieren, da sie Befehle hatten, dies nur gegenüber den Amerikanern zu tun.
Am 13. August 1898 fand ein amerikanischer Angriff auf Intramuros statt. Bei der Schlacht um Manila halfen Aguinaldos Anhänger, jedoch wurde seinen Truppen nicht gestattet, die befestigte Stadt zu betreten. Am 14. August 1898 kapitulierten die Spanier, und die Vereinigten Staaten verkündeten die Gründung einer Militärregierung. Im Dezember 1898 wurden im Pariser Frieden, auch Vertrag von Paris genannt, die Philippinen an die Vereinigten Staaten übergeben.
Am 4. Februar 1899 kam es durch amerikanische Soldaten zu der Erschießung eines philippinischen Soldaten, der in Manila eine Brücke in amerikanisch kontrolliertes Territorium überquerte. Dies war der Anfang des Philippinisch-Amerikanischen Krieges.
Den amerikanischen Truppen gelang während der Schlacht um Manila die Unterwerfung der Region und die Errichtung einer Kolonialherrschaft, welche bis zur japanischen Besetzung Manilas im Zweiten Weltkrieg andauerte. 1899 trafen Mitglieder der Schurman-Kommission in Manila ein, um Vorschläge für einen schnellen Übergang zu einer zivilen Kolonialverwaltung auszuarbeiten. Diese Vorschläge wurden von der Taft-Kommission in den Jahren 1900 und 1901 umgesetzt, der Sitz beider Kommissionen war jeweils Manila.

### Zweiter Weltkrieg

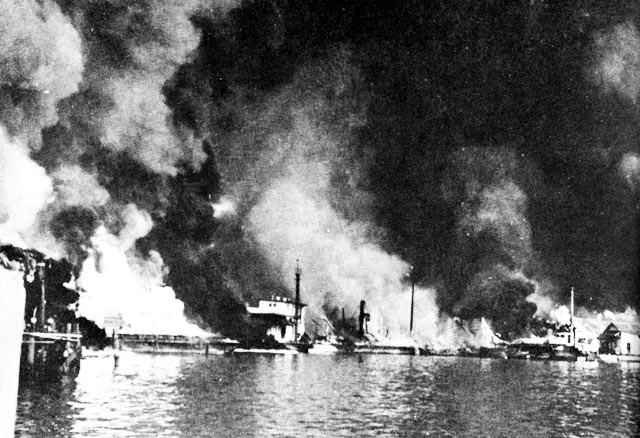
Der Cavite Marinehafen bei Manila brennt, 10. Dezember 1941

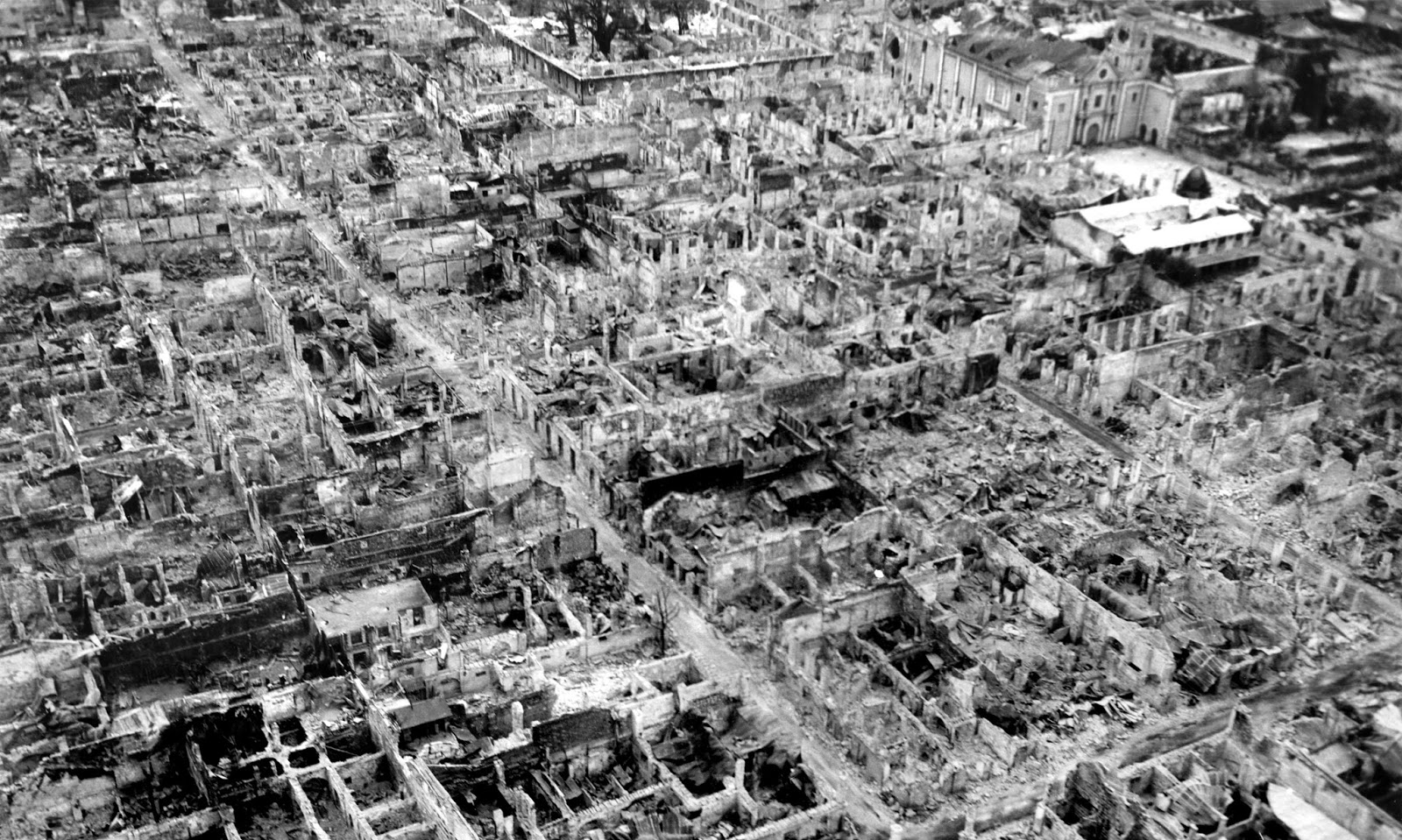
Das zerstörte Manila im Mai 1945

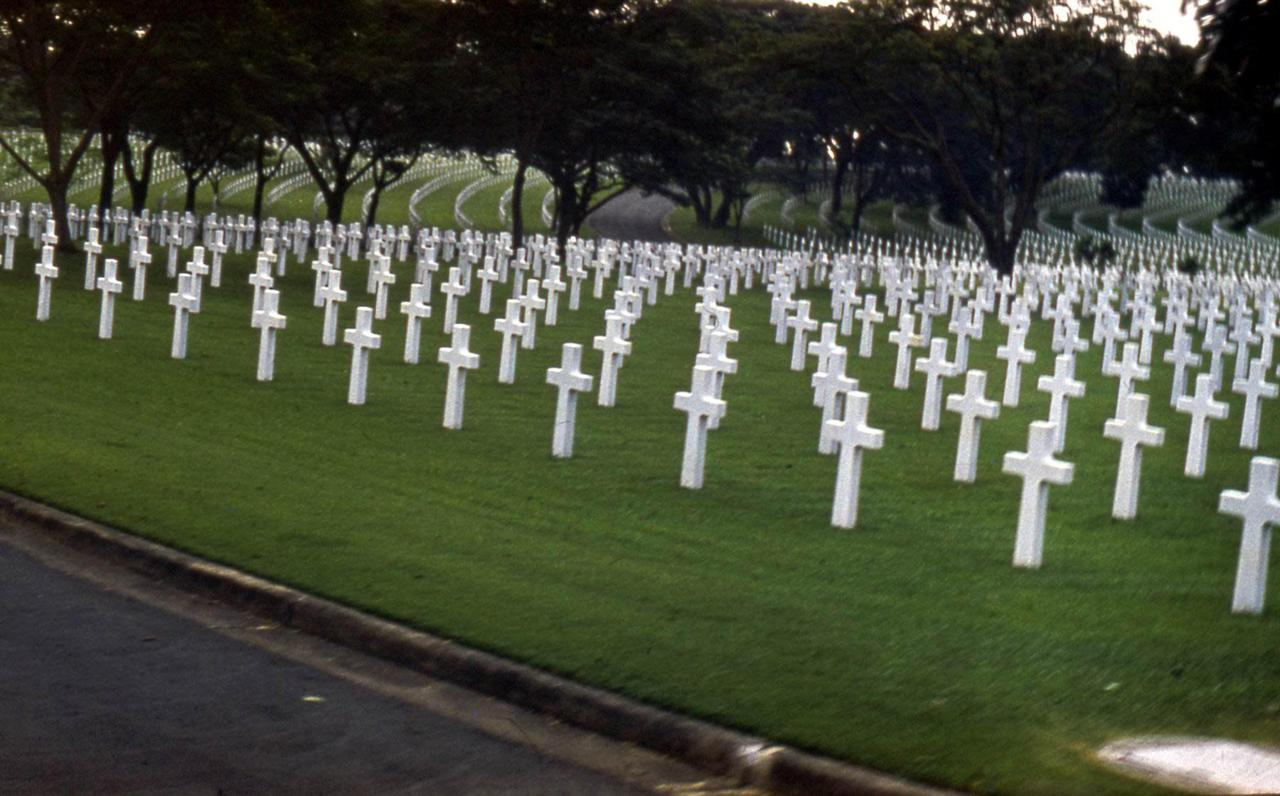
US Military Cemetery

Die Kaiserlich Japanische Armee begann am 8. Dezember 1941, nur wenige Stunden nach dem Angriff auf Pearl Harbor, mit einem Überraschungsangriff auf Manila. Nach heftigen Bombardierungen aus der Luft erfolgte eine Landung von Bodentruppen des Japanischen Kaiserreiches nördlich und südlich von Manila. Unter dem Druck der Übermacht zog sich die amerikanische Armee auf die Halbinsel Bataan und die Insel Corregidor, nahe der Manilabucht, zurück. Um Manila vor der Zerstörung zu schützen, wurde sie zur offenen Stadt erklärt.
Am 2. Januar 1942 besetzte die japanische Armee Manila. Während der Besatzungszeit kam es zu Massenerschießungen, Folter und Vergewaltigungen japanischer Truppen gegen die Zivilbevölkerung. Menschen wurden lebendig verbrannt oder mit dem Samurai-Schwert geköpft.
Nach der erfolgten Landung der Amerikaner auf Luzon begann ab dem 5. Februar 1945 unter dem amerikanischen General Douglas MacArthur der Rückeroberungskampf um die Stadt. Um Manila kam es zu verlustreichen Häuserkämpfen, da sich die japanische Armee verschanzt hatte. Die Schlacht um Manila führte zur weitgehenden Zerstörung der Stadt (vor allem der spanischen Altstadt).
Der zähe japanische Widerstand wurde vor allem durch heftigen Artilleriebeschuss gebrochen. Am 4. März 1945 erklärte Generalmajor Oscar Griswold die Stadt für befreit. Bei den Kämpfen verübten die Japaner auf Anweisung aus Tokio während der letzten drei Februarwochen das Massaker von Manila, bei dem etwa 100.000 Zivilisten ermordet wurden. 20.000 Japaner starben während der Kampfhandlungen.
Im März 2011 stießen philippinische Arbeiter in Manila im Stadtteil Nasugbu auf ein Massengrab. Es wird vermutet, dass es sich um die Überreste von 14 philippinischen Kriegsgefangenen des Zweiten Weltkriegs handelt.

### Unabhängigkeit und Diktatur

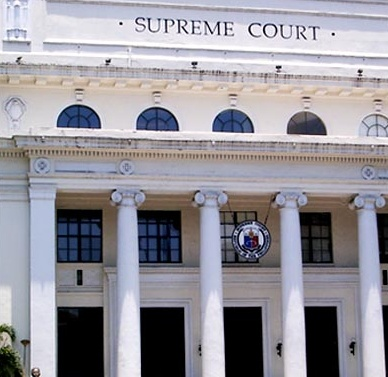
Oberster Gerichtshof der Philippinen in Manila

1946 wurde Manila Hauptstadt der unabhängigen Republik Philippinen, verlor diesen Status aber schon am 17. Juni 1948 durch den „Republic Act Nr. 333“ an Quezon.
Am 30. Dezember 1965 wurde Ferdinand Marcos in Manila zum Präsidenten gekürt. 1970 brach in Manila der First Quarter Storm los, Studentenunruhen gegen das korrupte Marcos-Regime, unter anderem, weil Marcos eine neue Verfassung vorbereitete, die die Beschränkung auf zwei Amtsperioden für einen Präsidenten aufheben sollte. Die Proteste dauerten drei Monate an. 1973 legalisierte der Oberste Gerichtshof die neue Verfassung. Die Philippinen führten das parlamentarische System ein, das jedoch faktisch der Konsolidierung der Macht von Marcos diente.
Durch den „Presidential Decree Nr. 940“ erhielt Manila am 24. Juni 1976 den Status als Hauptstadt der Philippinen zurück. Quezon wurde, zusammen mit Manila und weiteren Gemeinden, ein Teil der National Capital Region (NCR), auch Metro Manila genannt. Verschiedene Regierungsbeamte einschließlich der Batasang Pambansa (ehemaliges Parlament der Philippinen) und letztlich auch das Repräsentantenhaus verblieben in Quezon.
Am 21. August 1983 erschoss ein Attentäter Benigno Aquino, Oppositionsführer und Ehemann von Corazon Aquino, bei seiner Rückkehr aus den Vereinigten Staaten auf dem Flughafen Manila. Durch seine Ermordung wurde Aquino zum Märtyrer. Zwei Millionen Menschen nahmen an seinem Begräbnis teil. Eine Massenbewegung gegen das Marcos-Regime entstand. Seine Witwe Corazon Aquino wurde zur Leitfigur dieser Bewegung.

### Demokratisierung
Anfang 1986 wurde Aquino nach vorzeitigen Neuwahlen, einer darauf folgenden Meuterei durch Teile des Militärs, Massendemonstrationen und Unruhen, die zusammenfassend EDSA-Revolution genannt werden, im Club Filipino in Manila zur Präsidentin der Philippinen vereidigt. Am 25. Februar 1986 floh Ferdinand Marcos ins Ausland. 1987 kehrten die Philippinen zum Präsidialsystem zurück.
Vom 10. bis 15. Januar 1995 fand in Manila der X. Weltjugendtag statt. Bei der Abschlussmesse mit Papst Johannes Paul II. am 15. Januar nahmen rund vier Millionen Menschen teil. Es war die größte historisch belegte Messe aller Zeiten und zugleich die größte bekannte Versammlung in der Geschichte der Menschheit.
Bei einer Serie von Bombenanschlägen starben am 30. und 31. Dezember 2000 in Manila mindestens 22 Menschen, 100 wurden zum Teil schwer verletzt. Die Polizei nahm daraufhin mehrere Muslime als Tatverdächtige fest.
Nach dem Scheitern eines Amtsenthebungsverfahrens gegen Präsident Joseph Estrada wegen Bestechlichkeit und Korruption, begannen am 17. Januar 2001 Massendemonstrationen entlang der Epifanio Delos Santos Avenue (EDSA) in Manila, die mehrere Tage anhielten. Am 20. Januar 2001 wurde der Stuhl des Präsidenten vom Obersten Gerichtshof ohne juristische Grundlage als vakant erklärt und Gloria Macapagal-Arroyo als neue Präsidentin vereidigt. Die folgenden Gegendemonstrationen wurden vom Militär auf ihren Befehl hin niedergeschossen und oppositionelle Führer inhaftiert.
Am 24. Februar 2006 kam es zu einem von der Regierung behaupteten Putschversuch in Manila durch Teile des Militärs. Präsidentin Arroyo verhängte den Ausnahmezustand, regierungstreues Militär und andere Sicherheitskräfte sicherten strategisch wichtige Orte der Hauptstadt. Demonstrationszüge zum 20. Jahrestag von Marcos Sturz wurden verboten, Teile der Presse zensiert und stattfindende Demonstrationen von der Polizei gewaltsam aufgelöst. Am 3. März 2006 wurde der Ausnahmezustand wieder aufgehoben.

## Bevölkerung

### Einwohnerentwicklung
1876 lebten in Manila knapp 100.000 Menschen, bis 1903 verdoppelte sich diese Zahl auf etwa 220.000. Im Jahre 1939, kurz vor Beginn des Zweiten Weltkrieges, hatte die Stadt 623.000 Einwohner, 1948 waren es rund eine Million. Aktuell ist die Einwohnerzahl der Stadt auf 1,7 Millionen angewachsen. Durch die eng gezogenen Stadtgrenzen hat sich die Bevölkerungszunahme stabilisiert, die Zunahme findet jetzt vor allem in den unzähligen Vororten statt, die inzwischen 17,5 Millionen Einwohner aufweisen. In der Metropolregion, die weit über die Grenzen der Agglomeration Metro Manila hinausreicht, leben insgesamt 19,2 Millionen Menschen (2008).
Ein erheblicher Teil des Bevölkerungswachstums der Metropolregion wird seit Beginn der kolonialen Entwicklung durch Einwanderung verursacht. Die Zuwanderer kommen, entsprechend der internationalen und überregionalen Bedeutung der Stadt, nicht nur aus dem angrenzenden Hinterland, sondern aus allen Teilen der Philippinen und den benachbarten Staaten. Das Ergebnis ist ein Konglomerat von Menschen mit unterschiedlichem ethnischen und sprachlichen Hintergrund.
Die folgende Übersicht zeigt die Volkszählungsergebnisse nach dem jeweiligen Gebietsstand. Die Einwohnerzahlen beziehen sich auf die Gemeinde in ihren politischen Grenzen, ohne politisch selbständige Vororte.
| Jahr/Datum        | Einwohner |
| ----------------- | --------- |
| 1876              | 93.595    |
| 1887              | 176.777   |
| 2. März 1903      | 219.928   |
| 31. Dezember 1918 | 285.306   |
| 1. Januar 1939    | 623.492   |
| 1. Oktober 1948   | 983.906   |
| 15. Februar 1960  | 1.138.611 |

| Datum             | Einwohner |
| ----------------- | --------- |
| 6. Mai 1970       | 1.330.788 |
| 1. Mai 1975       | 1.497.116 |
| 1. Mai 1980       | 1.630.485 |
| 1. Mai 1990       | 1.601.234 |
| 1. September 1995 | 1.654.761 |
| 1. Mai 2000       | 1.581.082 |
| 1. August 2007    | 1.660.714 |

### Ethnische Zusammensetzung

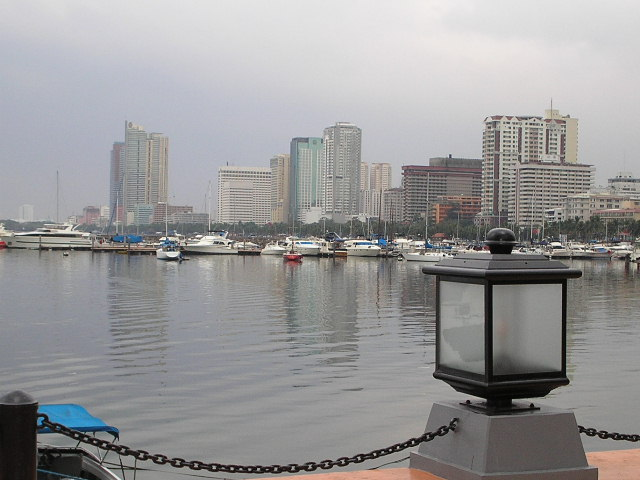
Yachtclub an der Manilabucht

Die Mehrheit der Manileños besteht aus Tagalog. Aber es gibt auch einen bedeutenden Bevölkerungsanteil an Ilocanos, Visayans, Bicolanos, Waray, Cebuanos und Davaoeños. Den größten ausländischen Bevölkerungsanteil in Manila bilden Chinesen, die seit Jahrhunderten in Manila leben.
Die ethnische Zusammensetzung der Bevölkerung war laut Volkszählung 2000 folgendermaßen:
| Ethnie                     | Einwohner- zahl | Anteil in % |
| -------------------------- | --------------- | ----------- |
| Tagalog                    | 1.204.567       | 76,74       |
| Ilocanos                   | 49.831          | 3,17        |
| Visayans                   | 44.332          | 2,82        |
| Bicolanos                  | 39.295          | 2,50        |
| Waray                      | 35.654          | 2,27        |
| Andere                     | 155.888         | 9,93        |
| Andere ausländische Ethnie | 19.006          | 1,21        |
| Unbekannt                  | 21.011          | 1,34        |
| Manila                     | 1.569.584       | 100,00      |

Quelle: National Statistics Office

### Sprachen
In Manila ist Englisch die offizielle Sprache. Die Sprache der Straße ist jedoch Tagalog und Taglish, eine Mischung aus Tagalog und Englisch, und die Sprachen der jeweiligen ausländischen Bewohner, wie unter anderem Chinesisch, Arabisch, Spanisch und Indonesisch.
Ursprünglich ist Tagalog die Sprache der Tagalen, die in der Region in und um Manila herum leben. Sie diente de facto, aber nicht de iure als Grundlage für die offizielle Nationalsprache Filipino. Die chinesische Minderheit spricht überwiegend Hokkien, eine Variante des Min Nan.
Die am weitesten verbreiteten Dialekte in Manila sind: Tagalog (76,4 %), Iloco (4,9 %), Samar-Leyte (3,3 %), Pampango (3,0 %), Bicol (2,8 %), Chinesisch (2,6 %), Cebuano (1,9 %), Hiligaynon (1,9 %), Pangasinan (1,7 %) und Andere (1,5 %). Filipino wird von 98,0 % der Bevölkerung gesprochen, Englisch von 66,1 % und Spanisch von 8,4 %.

### Religionen

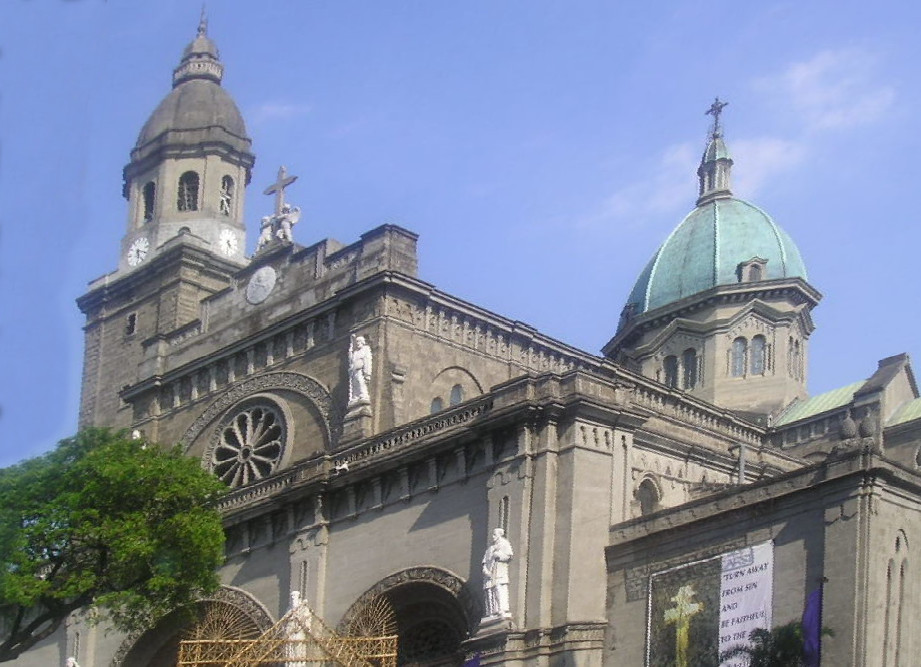
Kathedrale von Manila

Weil Manila der Sitz der spanischen Kolonialverwaltung war, existieren in Manila viele katholische Kirchen, die auch unter dem Schutz der UNESCO stehen. Die wichtigsten Missionare, die in den Philippinen landeten, waren die Dominikaner, Jesuiten, Franziskaner und die Augustiner. Intramuros ist Sitz des am 6. Februar 1579 gegründeten Erzbistums Manila und eine der ältesten Erzdiözesen in den Philippinen. Zum Erzbistum gehören die Suffraganbistümer Antipolo, Cubao, Imus, Kalookan, Malolos, Novaliches, Parañaque, Pasig und San Pablo.
Eine bemerkenswerte Kirchen in der Stadt ist die San-Agustín-Kirche in Intramuros, einer der beliebtesten Kirchen für Hochzeiten und dazu noch die einzige mit Klimaanlage. Interessante Kirchen sind die Quiapo-Kirche, Binondo-Kirche, Malate-Kirche und die San Sebastian-Kirche. Die Kirche von San Sebastian ist das einzige Kirchengebäude in Asien, das vollkommen aus Stahl konstruiert wurde. Die meisten Distrikte Manilas besitzen außerdem eigene Gotteshäuser mit eigenem Charme und sind in Pfarreien organisiert.
Das Quiapo-Viertel besitzt eine größere muslimische Gemeinde. In Quiapo steht die berühmte „Goldene Moschee“. In Ermita existiert ein Hindutempel für die indische Bevölkerung, und in Malate an der Quirino Avenue steht die einzige Synagoge für die kleine jüdische Gemeinde in den Philippinen. Anhänger des Buddhismus sind meist Chinesen, wenige Filipinos.
Die Religionsverteilung ist folgendermaßen: Katholiken (93,5 %), Iglesia ni Cristo (1,9 %), Protestanten (1,8 %), Buddhisten (1,1 %) und Andere (1,4 %). Weitere religiöse Minderheiten sind unter anderem: Evangelikale, Mormonen (Kirche Jesu Christi der Heiligen der Letzten Tage), Anhänger der Unabhängigen Philippinischen Kirche (Iglesia Filipina Independente/Aglipayan), Siebenten-Tags-Adventisten, Anhänger der „United Church of Christ in the Philippines“ und die Zeugen Jehovas.

### Entwicklung der Wohnsituation

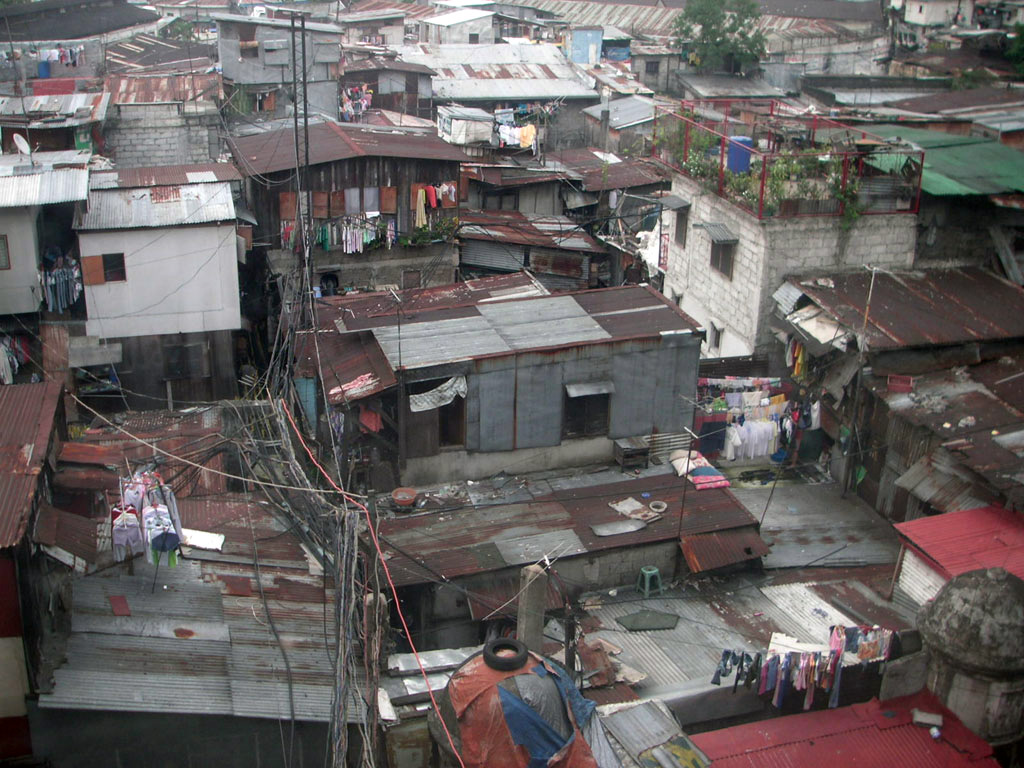
Slum in Manila

Die Dynamik durch den immensen Bevölkerungsdruck seit Mitte des 20. Jahrhunderts bewirkte insgesamt eine explosive unkontrollierte Expansion der Agglomeration Manila. Die Planung konnte mit diesen Veränderungen nicht mithalten. Täglich entstanden an der Peripherie unzählige informelle Siedlungen (Squatter Camps). Die Folge war eine überproportionale Zunahme der Bevölkerung in diesen Siedlungen, die in Caloocan, Mandaluyong, Navotas, Pateros, Pasay und Tondo einen Anteil von zwei Fünftel bis zu drei Viertel an der Gesamtbevölkerung besitzt.
Die starke flächenhafte Ausdehnung der Stadt lag nicht nur am Bevölkerungswachstum, sondern auch an der Bauweise. Die meist ein- bis zweigeschossigen Bungalowsiedlungen der Oberschicht und die dicht gedrängten Elendsviertel verbrauchen viel mehr Platz, als für moderne Hochhäuser erforderlich wäre. Während die Hütten in den Squatter Camps von den Zuwanderern ohne rechtliche Erlaubnis der zuständigen Behörde oder des Landbesitzers errichtet wurden, entstanden die Slums in der Kernstadt durch baulichen Verfall und Vernachlässigung der früheren Bewohner.
Tondo war 1990 eines der am dichtesten besiedelten Elendsviertel der Welt. Auf einem Quadratkilometer lebten 65.000 Menschen. Die Bewohner litten unter Tuberkulose, Typhus, Malaria und Durchfall. Der „Smokey Mountain“, ein mehr als 50 Meter hoher Müllberg, direkt am Hafen gelegen, wurde in den 1980er Jahren ein unrühmliches Wahrzeichen für die Stadt. Rund 20.000 Menschen lebten am und vom Müllberg. Doch 1995 räumte die Regierung den Slum gewaltsam, die Hütten wurden niedergerissen, die Familien vertrieben und der „Smokey Mountain“ in den folgenden Jahren abgetragen. Der neugewonnene Baugrund wurde gewinnbringend verkauft. Die 2004 fertiggestellten Häuser waren unbewohnbar, da sie zwar auf planiertem, aber noch gashaltigem und nicht entsorgtem Gelände entstanden.
Auf der anderen Seite wurden seit den 1980er Jahren zahlreiche Hochhäuser, Luxuswohnsiedlungen, Banken, Versicherungen und Einkaufszentren errichtet. Die wohlhabenden Bewohner verließen das Stadtzentrum und siedelten sich außerhalb des verdichteten Kerngebietes an. So entstanden moderne Wohnviertel der Oberschicht vor allem in Bel Air Village, Dasmariñas Village und Forbes Park, sowie zahlreiche andere Viertel wie Ayala Alabang in Muntinlupa, Greenhills in San Juan, Valle Verde Village in Pasig und die White Plains in Quezon. Etwa zehn Prozent der Bevölkerung lebt in diesen von Mauern und Wachposten geschützten Wohngebieten. Diese dienen nicht nur der Trennung von wohlhabender und mittelloser Bevölkerung, sondern auch dem Schutz vor Gewalt und Kriminalität.
Heute erstrecken sich rund um ein hochverdichtetes Stadtzentrum weitläufige zersiedelte Peripherien mit geringer städtischer Infrastruktur. Insgesamt leben etwa die Hälfte der Einwohner von Metro Manila in Slums und Squatter Camps. Die informelle Bautätigkeit ist für einen überwiegenden Teil der Bewohner die einzige Möglichkeit, an Wohnraum zu kommen. Die inadäquate Wohnsituation und die zahlreichen ökologischen Probleme haben die Regierenden in die Verantwortung gezogen, über eine neue Stadtplanungspolitik nachzudenken.
In einer Rangliste der Städte nach ihrer Lebensqualität belegte Manila im Jahre 2018 den 137. Platz unter 231 untersuchten Städten weltweit.

## Politik

### Stadtregierung
An der Spitze der Stadtverwaltung von Manila steht der Bürgermeister, der von der Bevölkerung für eine Amtszeit von drei Jahren gewählt wird. Er ernennt Leiter der verschiedenen Ressorts der Stadtverwaltung und andere Beamte. Bürgermeisterin von Manila ist seit 2022 die frühere Vizebürgermeisterin Honey Lacuna.

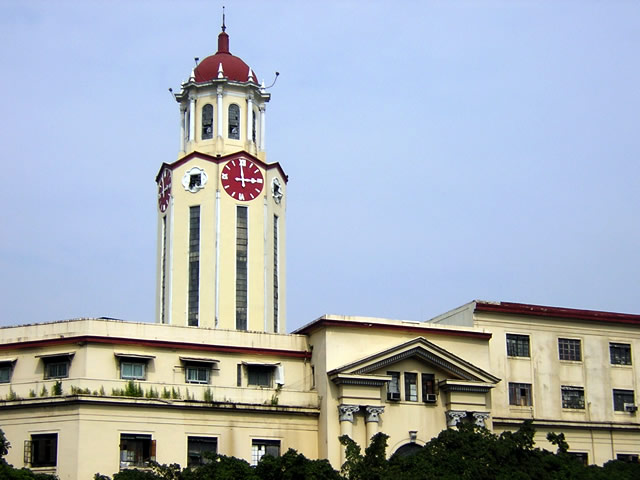
Rathaus von Manila

Die Hauptstadtregion wird von der Metropolitan Manila Development Authority (MMDA) verwaltet, deren Exekutivorgan der Metro Manila Council ist. Der Rat besteht aus den Bürgermeistern von allen 17 Städten und Gemeinden von Metro Manila unter der Leitung eines höherrangigen Funktionärsgremiums. Der Rat verabschiedet Gesetze, legt die Grundsteuer fest und teilt den einzelnen Ressorts der Stadtverwaltung ihre finanziellen Mittel zu.

### Städtepartnerschaften
Manila unterhält mit folgenden Städten bzw. Regionen Partnerschaften:
| - Acapulco, Mexico - Astana, Kasachstan - Bangkok, Thailand - Bukarest, Rumänien - Cartagena, Kolumbien - Guangzhou, Volksrepublik China - Haifa, Israel - Havanna, Kuba - Ho-Chi-Minh-Stadt, Vietnam - Honolulu, Vereinigte Staaten - Incheon, Südkorea - Jakarta, Indonesien | - Jersey City, Vereinigte Staaten - Lima, Peru - Lyon, Frankreich - Madrid, Spanien - Málaga, Spanien - Maui County, Vereinigte Staaten - Mexiko-Stadt, Mexiko - Montreal, Kanada - Moskau, Russland - Neu-Delhi, Indien - Nizza, Frankreich - Osaka, Japan | - Peking, Volksrepublik China - Sacramento, Vereinigte Staaten - San Francisco, Vereinigte Staaten - Santiago de Chile, Chile - Seberang Perai, Malaysia - Taichung, Republik China (Taiwan) - Taipeh, Republik China (Taiwan) - Takatsuki, Japan - Teheran, Iran - Winnipeg, Kanada - Yokohama, Japan |

## Kultur und Sehenswürdigkeiten

### Musik und Theater

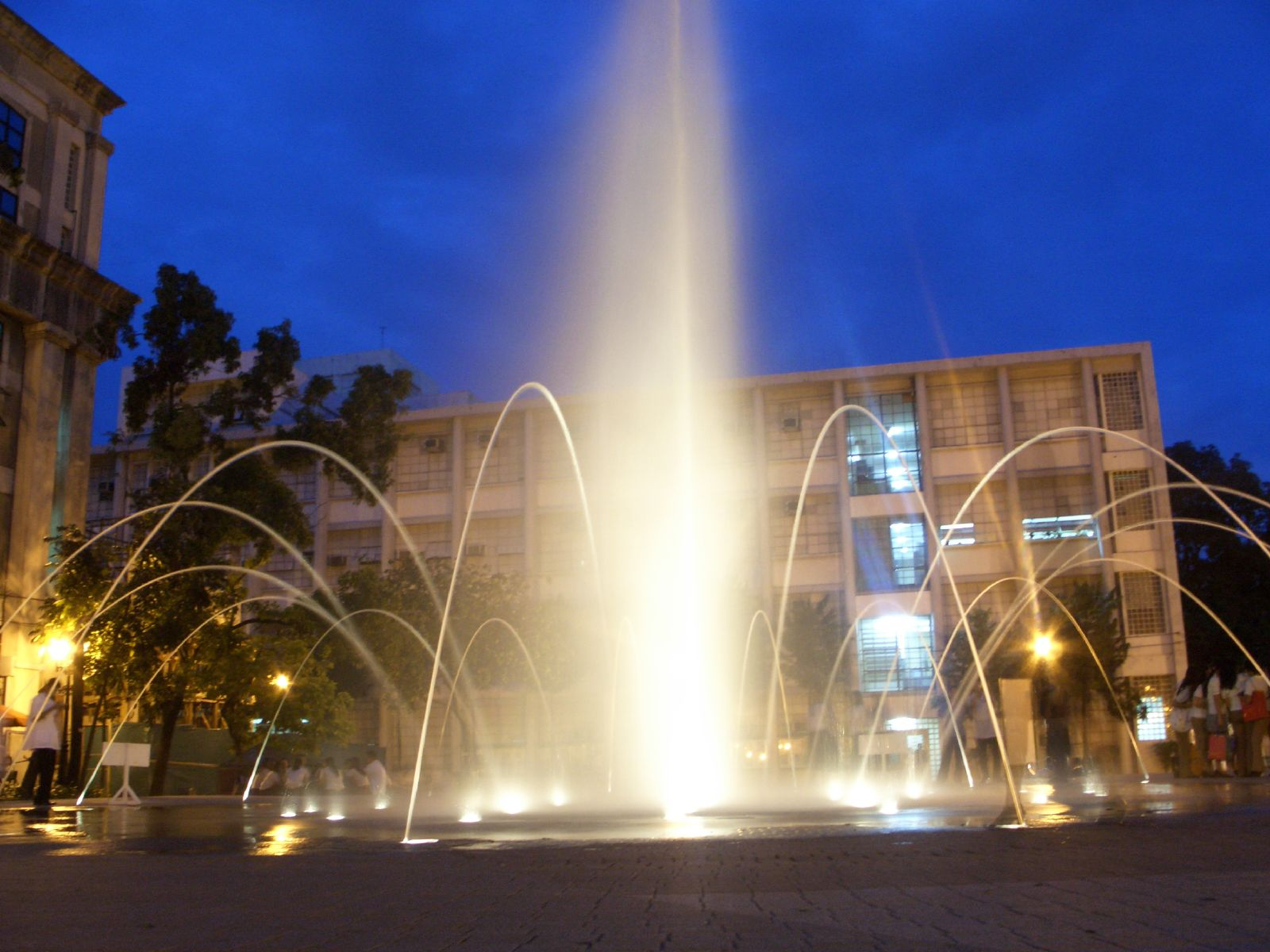
UST Quadricentennial Park Fountain

Die Hauptstadt ist ein kulturelles Zentrum und zieht die begnadetsten Künstler klassischer und moderner philippinischer Musik sowie Tanz- und Theaterkunst des ganzen Landes an. Die Stadt beherbergt zahlreiche Bars und Musikklubs, die sich vor allem in Pasay, Makati, Quezon und am Roxas Boulevard konzentrieren.
Manila besitzt eine der größten Theaterszenen in Südostasien. Zu den vielen englischsprachigen Gruppen gehören unter anderem die „Repertory Philippines“, die ihre Stücke und Musicals das ganze Jahr im „William J. Shaw Theater“ aufführen. Viele der Schauspieler hatten Auftritte im Londoner Theaterviertel West End und am Broadway in New York.
Klassische und aktuelle Stücke zeigen vor allem die „Philippine Experimental Theater Association“ und die „Tanghalang Pilipino“. Einheimische Folklore, Ballettaufführungen und Konzerte klassischer Musik werden im „Cultural Center of the Philippines“ (Kulturzentrum der Philippinen) gezeigt. Kostenlose Konzerte, Stücke und Ballettaufführungen sind im Freilufttheater im Paco Park und im Rizal Park zu sehen.

### Museen
Zu den zahlreichen Museen der Stadt gehört das Nationale Museum der Philippinen. Es wurde am 4. Oktober 1901 eröffnet und beherbergt Ausstellungsstücke aus den Bereichen Archäologie, Kunst, Botanik, Zoologie, Geologie und Anthropologie. Das „Casa Manila“ befindet sich am „Plaza San Luis Comples“ und beherbergt chinesische und europäische Einrichtungsgegenstände aus dem 19. Jahrhundert.
Das „Central Bank Money Museum“ wurde am 3. Januar 1974 eröffnet und zeigt philippinische und ausländische Münzen und Geldscheine. Das „Archdiocese of Manila Museum (AMM)“ (Museum der Erzdiözese Manila) wurde 1987 eingeweiht und beherbergt kirchliche und liturgische Stücke zur Geschichte der Katholischen Kirche in den Philippinen. Innerhalb der „San Augustin Kirche“ befindet sich das „San Augustin Museum“ mit einer Sammlung von Ölgemälden Heiliger und religiösen Kunstgegenständen.
Sehenswert ist auch der „Coconut Palace“. Er wurde unter Leitung von Imelda Marcos für den Besuch von Papst Johannes Paul II. 1981 erbaut. Er diente als Gästehaus für viele prominente Personen, darunter Muammar al-Gaddafi, Brooke Shields und George Hamilton. Heute ist es ein Museum mit Schmetterlingsgarten und Orchidarium.
Das Ayala Museum in Makati zeigt u. a. eine hochwertige Sammlung historischer Goldschmiedearbeiten, Dioramen zur philippinischen Geschichte sowie Schiffsmodelle.
Weitere erwähnenswerte Museen sind das Metropolitan Museum of Manila (gilt als das bedeutendste Kunstmuseum des Landes), das „Museo Pambata“ (Kindermuseum), das „Museo ng Maynila“ (Museum der Stadt Manila), das „Intramuros Lights and Sounds Museum“ (Intramuros Licht- und Tonmuseum) und das „UST Museum of Arts and Sciences“ (UST Museum für Kunst und Wissenschaft).

### Bauwerke
Im Zentrum Manilas liegt Intramuros, es ist eine von den Spaniern errichtete Stadtfestung. Während der spanischen Kolonialzeit war der Bezirk Sitz der Kolonialverwaltung, wovon noch erhaltene Gebäude zeugen, darunter die „Kathedrale von Manila“. Innerhalb von Intramuros befindet sich die Festung Fort Santiago, die 1570 von Martín de Goiti als Fuerza de Santiago gegründet wurde, um den spanischen Konquistadoren einen Zufluchtsort gegen Guerilla-Angriffe muslimischer Einheimischer zu bieten. Auch der 1863 bei einem Erdbeben zerstörte und 1976 neu errichtete „Palacio del Gobernador“ (Gouverneurspalast) liegt in diesem Stadtbezirk.
Die heutige Kathedrale von Manila (Manila Cathedral) ist das neunte Gebäude an diesem Ort und wurde von 1953 bis 1958 mit Unterstützung des Vatikans errichtet. Die erste Kirche entstand hier 1581. Als Baumaterial diente hauptsächlich Mangrovenholz und Bambus. Das fünfte Gebäude verlor seinen Glockenturm bei dem Erdbeben von 1880, nur ein Jahr nach dessen Fertigstellung. Im Zweiten Weltkrieg wurde die Kirche vollständig zerstört. Papst Johannes Paul II. erhob das Gebäude 1981 in den Rang einer päpstlichen Basilika (Basilica Minore).
Ebenfalls in Intramuros steht die San-Agustín-Kirche. Das Gebäude, zwischen den Jahren 1587 und 1606 im Stil des Barock erbaut, ist die älteste Kirche der Philippinen und das einzige Gebäude, das der Zerstörung von Intramuros während der Schlacht um Manila (1945) entgangen ist. San Augustin wurde 1993 zusammen mit den Barockkirchen in Santa Maria, Paoay und Miag-ao in die Liste des UNESCO-Welterbes aufgenommen.
Masjid Al-Dahab (Die goldene Moschee) steht im Stadtteil Quiapo und gilt als die größte Moschee im Großraum Manila. Die 1976 unter der Leitung von Imelda Marcos erbaute Moschee trägt ihren Namen, ihre Kuppel leuchtet in einem schimmernden goldenen Farbton. Ebenfalls in Quiapo steht Asiens einziger sakraler Bau, der ganz aus Stahl im neugotischen Stil erbaut wurde, die Basílica de San Sebastián. Sie wurde nach Konstruktionsvorlagen des Gustave Eiffel erbaut und ist eines der wenigen Bauwerke, in denen Unternehmen aus Belgien, Deutschland und den Philippinen eingebunden waren. Die Quiapo-Kirche ist Ausgangspunkt des Festes des schwarzen Nazareners und eine der vier Basilica minores im Großraum Manila. Eine weitere Basilika ist die Binondo-Kirche, sie ist dem ersten philippinischen Heiligen der Römisch-katholischen Kirche Lorenzo Ruiz gewidmet. Am Rand der Manilabucht befindet sich das Manila Hotel. Es wurde 1907 während der amerikanisch-kolonialen Zeit erbaut und am 4. Juli 1912 eröffnet.
Am nördlichen Flussufer des Pasig liegt der Malacañang-Palast. Der Palast ist der offizielle Wohnsitz des Präsidenten der Philippinen. Im Stadtteil Binondo befindet sich die Chinatown von Manila. Sie ist mit ihren vielen Geschäften und Restaurants ein Zentrum des Handels und des Tourismus. Das Viertel symbolisiert die lange Geschichte der chinesischen Präsenz in der Stadt.
Im Stil des Art déco wurde das Gebäude des Manila Metropolitan Theaters entworfen, es wurde 1931 eingeweiht. Zahlreiche Gebäude in Manila sind im Stil des Neoklassizismus errichtet worden, wie der Verwaltungssitz der Philippinischen Post.
Das Stadtgefängnis Quezon befindet sich nordöstlich von Manila.

### Parks
Am nördlichen Ende des Roxas Boulevard befindet sich der 60 Hektar große Rizal-Park (auch Luneta). Er war während der spanischen Kolonialzeit als Bagumbayan bekannt. Hier entstand 1912 das Rizal Monument, das der Erinnerung an den philippinischen Patrioten José Rizal dient. 1917 erhielt der Park den Namen des philippinischen Nationalhelden. Im Park befinden sich zahlreiche Museen und Restaurants, ein Freilufttheater, ein Planetarium, die Nationalbibliothek und das Manila Hotel sowie einige chinesische und japanische Gärten. An einem künstlichen kleinen See sind Repliken der philippinischen Inseln zu sehen.
Südlich des Rizal-Parks an der Manilabucht liegt der zwei Kilometer lange, linienförmige „Baywalk“. Die Promenade säumen viele Freiluftrestaurants und Bars. Abends spielen hier zahlreiche Bands und Straßenkünstler. Im Stadtzentrum befindet sich der Paco Park. Früher ein spanischer Friedhof, wurde das Gelände während der spanischen Kolonialzeit von massiven Mauern umgeben und im Jahre 1996 zum Nationalpark erklärt.
Der Park Liwasang Bonifacio liegt am Fluss Pasig und ist dem Nationalhelden Andrés Bonifacio gewidmet. Bonifacio war 1892 der Gründer des Katipunan, einer Organisation, die sich die Unabhängigkeit der Philippinen von der spanischen Herrschaft zum Ziel gesetzt hatte. Später kämpfte der Katipunan gegen die neue Kolonialmacht Vereinigte Staaten. Am anderen Ufer des Pasig, gegenüber dem Malacañang-Palast, befindet sich der Malacañang-Park.
Am Plaza Lawton, nahe dem Metropolitan Theater, liegt der zwei Hektar große Meban Garden. Der erste Botanische Garten von Manila wurde von spanischen Jesuiten angelegt. Der Garten beherbergt unter anderem Bermudagras (lateinisch Cynodon dactylon) und drei Jahrhunderte alte Narrabäume (lateinisch Pterocarpus indicus). Sehenswert ist auch der Manila Zoological Garden in der Mabini Street, Ecke Quirino Avenue, in Malate.

### Friedhöfe

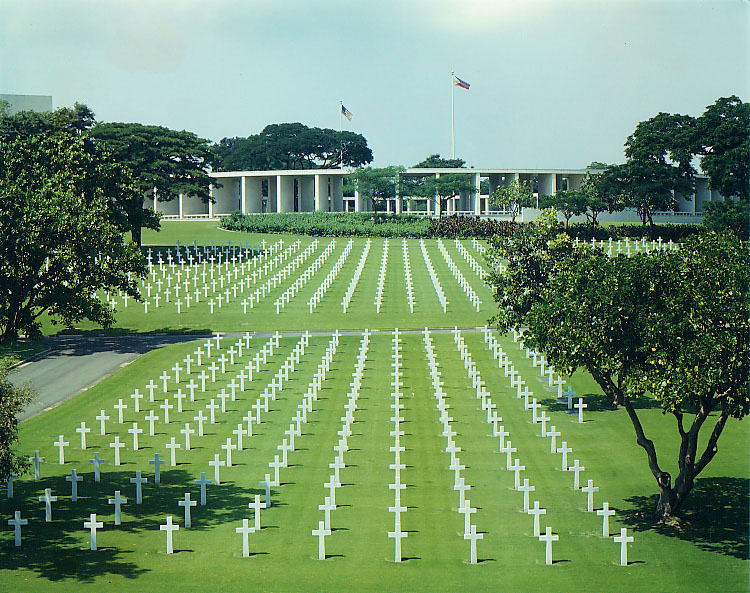
Der amerikanische Soldatenfriedhof in Fort Bonifacio

Am südlichen Tor der Aurora Avenue befindet sich der Chinesische Friedhof (Manila Chinese Cemetery), der um 1850 von dem hohen Regierungsbeamten Lim Ong und dem Geschäftsmann Carlos Palanca (Tan Quien Sein), gegründet wurde. Er dient dem Gedenken an die zahlreichen Chinesen, die nicht auf spanischen Friedhöfen beerdigt werden durften. Der 54 Hektar große Friedhof beherbergt Wege, die mit reich verzierten Mausoleen aus Marmor gesäumt sind. Neben der Ehre für den Verstorbenen, dienen die Grabmäler auch dem Zweck, den sozialen Status der Familie zu demonstrieren.
Die amerikanische Gedenkstätte und der Soldatenfriedhof (Manila American Cemetery and Memorial) liegen etwa zehn Kilometer südöstlich von Manila entfernt. Die Stätte in Taguig grenzt an das Fort Bonifacio, das ehemalige US-Fort William McKinley. Der 61,5 Hektar große Bereich beherbergt die größte amerikanische Grabstätte des Zweiten Weltkrieges. Hier liegen 17.206 Soldaten begraben. In der steinernen Kapelle befinden sich 25 Mosaikkarten, die die erfolgreich beendeten Einsätze der Amerikaner im Pazifikkrieg dokumentieren. Auf einer großen Kalksteintafel sind die Namen von 36.285 Vermissten aufgeführt.

### Regelmäßige Veranstaltungen
In Manila gibt es jährlich viele Feste und Veranstaltungen. Die christlichen Feiertage werden ausgiebig gefeiert, allerdings ganz anders als in Europa. In vorspanischer Zeit kamen viele hinduistische und buddhistische Elemente in die Region. In der Folge der spanischen Kolonisation flossen auch viele spanische und mexikanische Traditionen in die Kultur mit ein, und nach 1898 kamen zusätzlich noch amerikanische Einflüsse hinzu.
Jährlich am 9. Januar findet in Manila das Fest des Schwarzen Nazareners (Quiapo Fiesta) statt, bei dem Mitglieder von örtlichen Gangs zur Buße eine schwere Statue des „schwarzen Christus“ durch die Straßen der philippinischen Hauptstadt tragen, eine Prozession, bei der nur Männer zugegen sein dürfen. Die Prozession des Schwarzen Nazareners ist eine der größten im Land. Beginn ist am frühen Nachmittag vor der Quiapo-Kirche. Zahlreiche Katholiken bevölkern den Stadtteil Quiapo, wenn die Statue aus schwarzem Holz, mit langen Seilen durch die Straßen gezogen wird.
Das Chinesische Neujahrsfest wird in Manilas Stadtteil Chinatown im Januar oder Februar gefeiert. In den Straßen des Viertels werden traditionelle und rituelle Drachentänze aufgeführt. Das Neujahrsfest wird als der wichtigste chinesische Feiertag erachtet und leitet nach dem chinesischen Kalender das neue Jahr ein.
Im Mai und Juni findet das Manila Mango Festival statt. Am 12. Juni wird jährlich am Unabhängigkeitstag der Philippinen eine große Militärparade im Rizal Park abgehalten. Von Ende August bis Anfang September findet die Manila International Book Fair, die größte Buchmesse der Philippinen, statt. Die Feiern zum Rizal-Tag werden jährlich am 30. Dezember zu Ehren des philippinischen Nationalhelden José Rizal im Rizal Park veranstaltet. Am 30. Dezember 1896 wurde Rizal in Bagumbayan (heute Rizalplatz genannt) hingerichtet.

## Sport

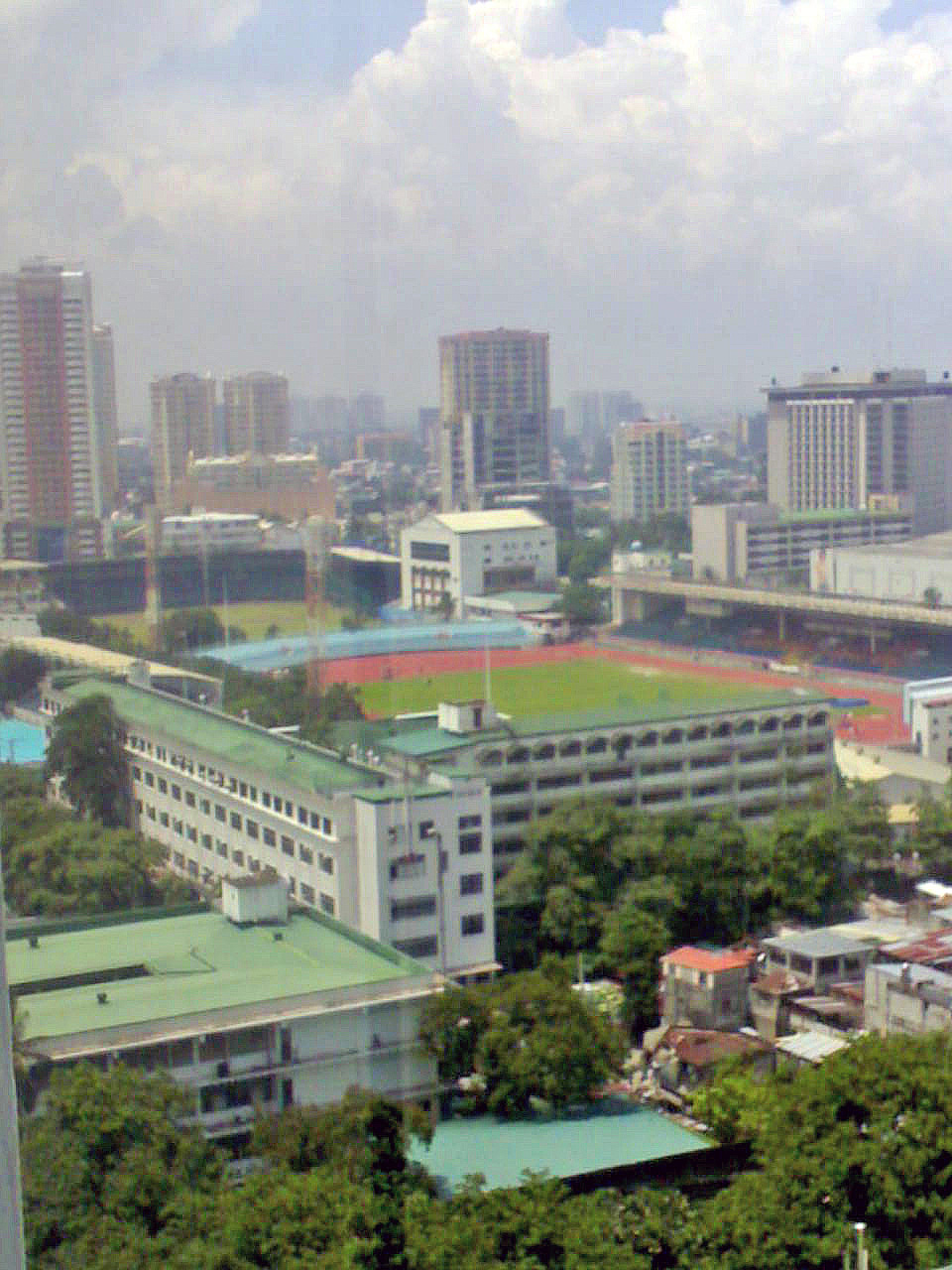
Blick von der De La Salle University auf den Rizal Memorial Sports Complex

Manila war Austragungsort zahlreicher sportlicher Großereignisse. Dazu gehören unter anderem, der Thrilla in Manila genannte Boxkampf zwischen Muhammad Ali und Joe Frazier 1975, die Basketball-Weltmeisterschaft 1978, die Asienspiele 1954, die Südostasienspiele 1981, 1991 und 2005, die Ostasienspiele 1919, 1925 und 1934, die Leichtathletik-Asienmeisterschaften 1993 und 2003, die ASEAN ParaGames 2005 und die Schacholympiade 1992.
Der 1934 erbaute Rizal Memorial Sports Complex (RMSC) ist der nationale Sportkomplex der Philippinen und gilt als der älteste Sportkomplex in Asien. Er befindet sich an der Pablo Ocampo (früher Vito Cruz) Street in Malate. Er ist nach dem Nationalhelden José Rizal benannt. Das Rizal Memorial Track and Football Stadium ist das Nationalstadion der Philippinen und mit einer Kapazität für 30.000 Zuschauer das größte Stadion im Komplex. Am 4. Juli 1966 trat dort die Band The Beatles auf.
Basketball ist die beliebteste Sportart in den Philippinen. Die bekanntesten und erfolgreichsten Mannschaften aus Manila sind die Letran Knights, die Mapua Cardinals, die San Beda Red Lions, die San Sebastian Stags und die St. Benilde Blazers. Alle Vereine spielen in der Liga der National Collegiate Athletic Association, Philippines (NCAA).
Pferderennen, Fußball, Baseball und Boxen sind ebenfalls weit verbreitet. Sipa (Kick) ist ein philippinisches Spiel mit einem kleinen Ball aus Korbgeflecht, der auf dem Rizal Court in Manila gespielt wird. Tauchen, Bootsfahrten, Schwimmen und Angeln sind wegen der Lage Manilas am Meer beliebt. Für Tennis gibt es mehrere Plätze in der Stadt. Übungsmöglichkeiten für Golf und Minigolfbahnen sind zahlreich vorhanden.

## Wirtschaft

### Handel

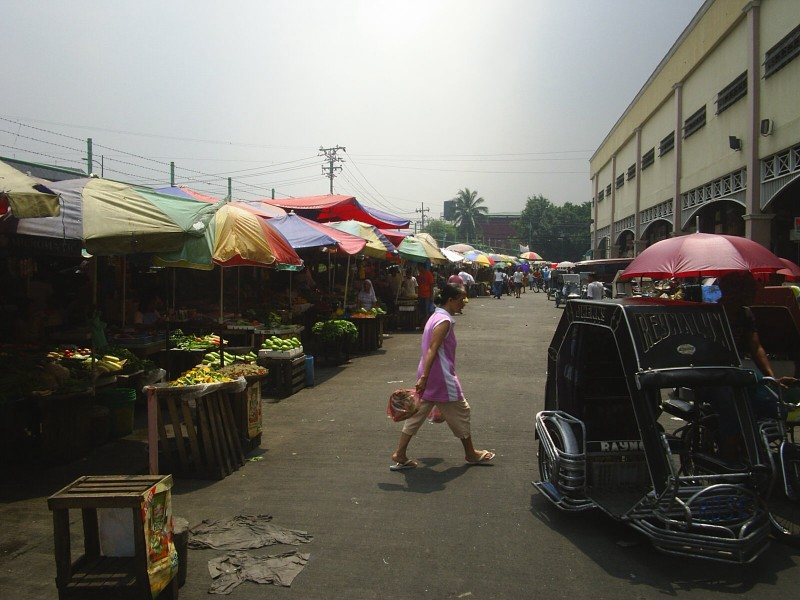
Pritil-Markt in Tondo

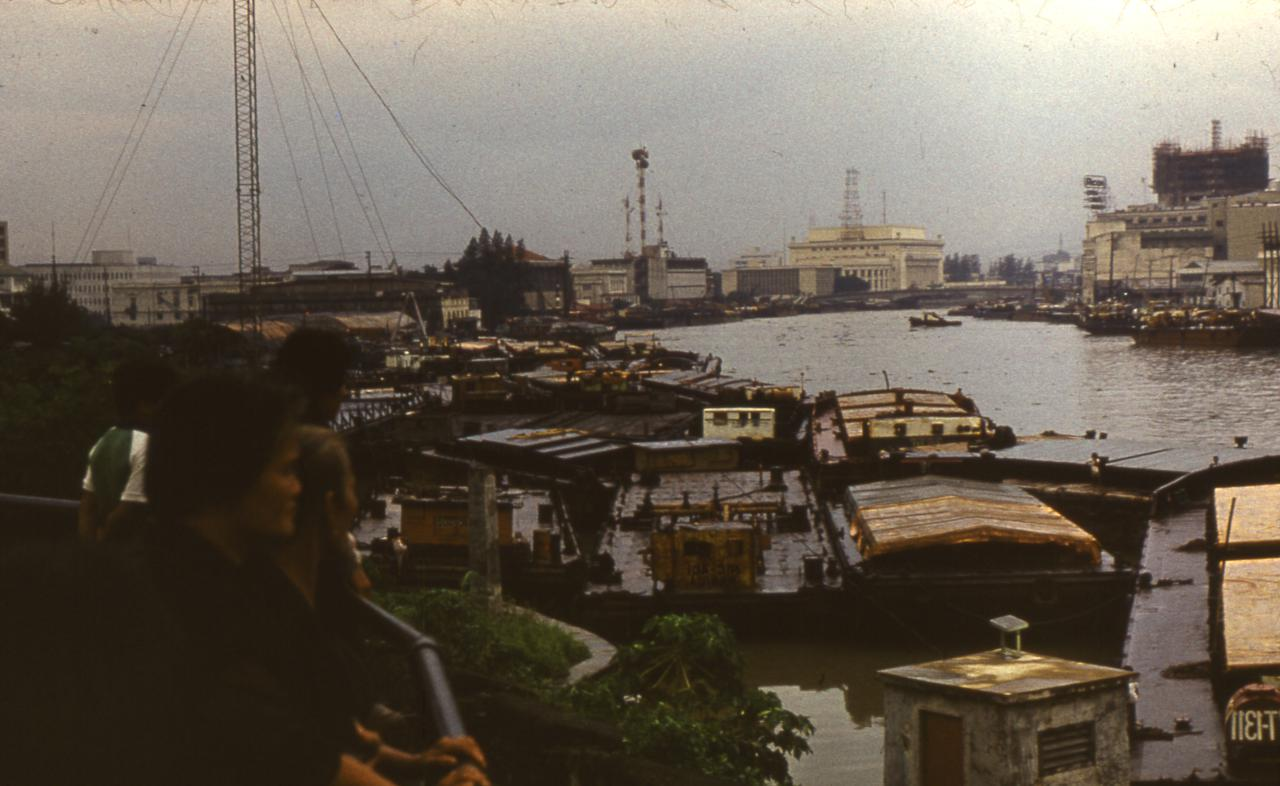
Im alten Hafen

In Manila wie auch in weiten Teilen der Philippinen sind zahlreiche Märkte unter freiem Himmel und in Lagerhallen zu finden, in denen eine reiche Auswahl an frischem Gemüse und Früchten wie zum Beispiel das etwas eigenartig riechende Durian angeboten wird. Daneben gibt es von Touristen weniger frequentierte Fleischmärkte. Besonders populär in den Philippinen sind auch die sogenannten Shopping Malls (Einkaufszentren) nach westlichem, genauer US-amerikanischem Vorbild, in denen das Sortiment breit und tief ist.
Sehr bekannt in Manila sind das SM City (SM steht für Shoe Mart) in den Bezirken Ermita, Malate und Ortigas. Sie gehören zu den größten des Landes. Populär ist auch Robinsons Place im Herzen Manilas, und im südlichen Teil ist das Harrison Plaza zu finden, das zu den ältesten Einkaufspalästen der Stadt gehört. Im Pamilihan sa ilalim ng tulay (deutsch „Markt unter der Brücke“) in Quiapo verkauft der indigene Teil der Bevölkerung Schmuck, Kleider und gefälschte Markenkleider.

### Medien

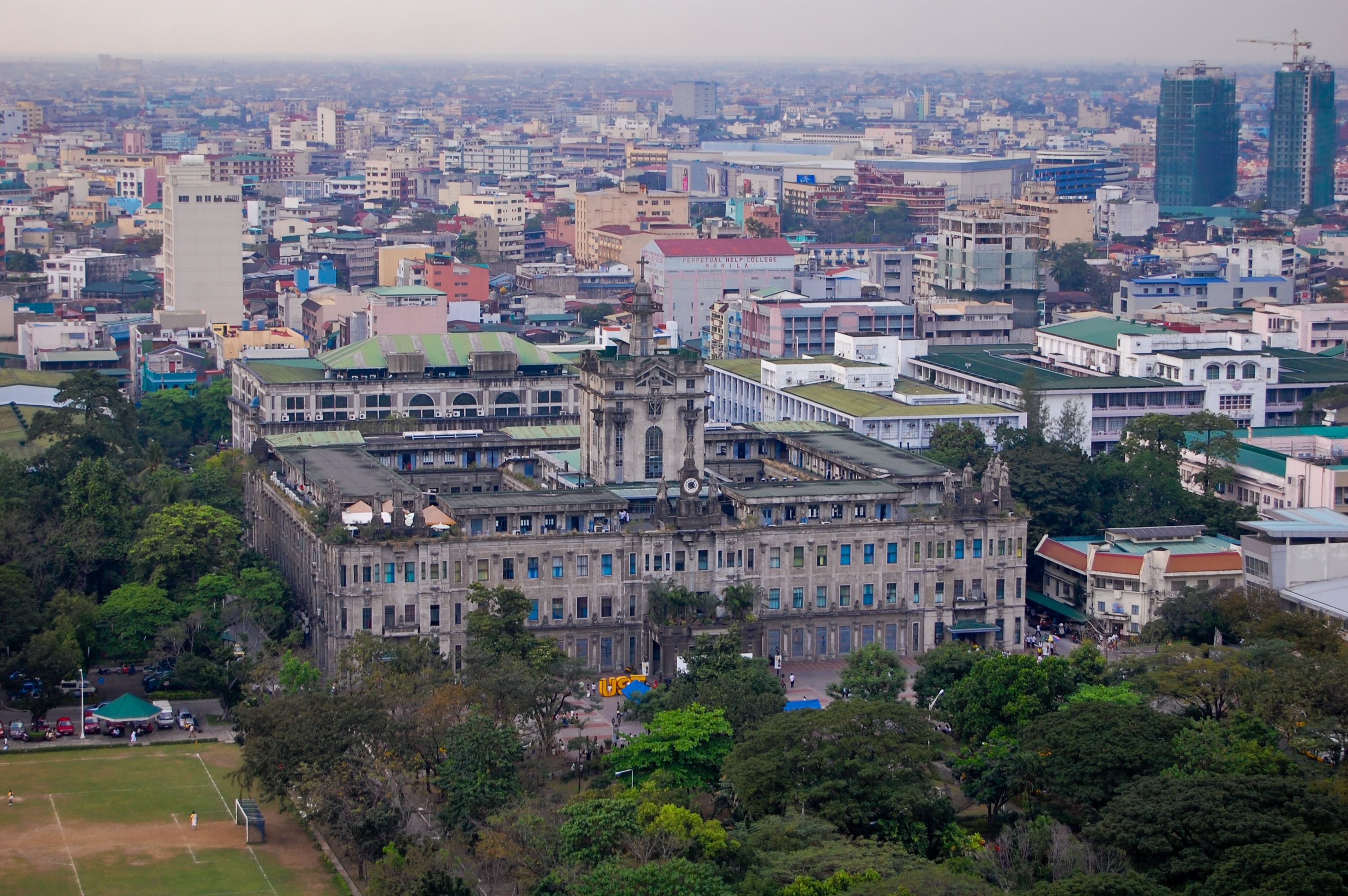
Manila mit dem Hauptgebäude der University of Santo Tomas

Manila ist die Heimat von großen philippinischen Zeitungsverlagen mit einer Reihe von Büros und Druckereien am Hafengebiet. Die Nachrichtenindustrie ist eine der Hinterlassenschaften der amerikanischen Kolonialzeit und ebnete den Weg für die Pressefreiheit im Land. Einige der wichtigsten Publikationen mit Sitz in Manila, einschließlich der ältesten Zeitungen, sind unter anderem die Manila Times, der Manila Bulletin, der Philippine Star, der Manila Standard Today und The Daily Tribune.
Die Stadt dient als Heimat für eine Reihe von Nachrichten- und Informationsbüros, Agenturen oder Dienstleistungsfirmen, einschließlich des Pressebüros des Präsidenten und Radio-TV Malacañang (RTVM) mit Sitz auf dem Gelände des Malacañang-Palastes. Das Gebäude des Nationalen Presseklubs befindet sich am Fuße der Jones Bridge, nahe dem Postamt, und beherbergt das Internationale Pressezentrum (IPC), eine staatliche Behörde, die Genehmigungen für den Besuch ausländischer Mitarbeiter von Nachrichtenagenturen erteilt.
Manila ist auch die Heimat der renommierten und exklusiven Journalistenvereinigung Samahang Plaridel, deren Mitglieder zu den führenden Verlegern, Redakteuren und Reportern des Landes gehören. Agence France-Presse, CNN, Reuters, Associated Press, die japanischen Sender NHK und Fuji Television, und die britische Global Radio News besitzen alle Außenstellen in Manila.
Zehntausende Mitarbeiter arbeiten in Manila für Subunternehmen der großen Firmen aller sozialer Netzwerke wie Facebook, Twitter, YouTube usw. als Content-Moderatoren. Ihre Aufgabe besteht darin, Milliarden von Bild- und Videodateien, welche weltweit tagtäglich hochgeladen werden, zu prüfen und innerhalb von wenigen Sekunden darüber zu entscheiden, ob diese im öffentlich zugänglichen Bestand behalten oder gelöscht werden sollen. Da die Arbeit extrem belastend für die Moderatoren ist und auch immer wieder Mitarbeiter, die dem psychischen Druck nicht gewachsen sind, wenn sie nicht rechtzeitig aussteigen, Suizid begehen, arbeiten diese Firmen im Verborgenen und lassen sich von den Mitarbeitern eine Verschwiegenheits- und Geheimhaltungsverpflichtung unterschreiben.

## Bildung
Manila ist Sitz von zahlreichen Universitäten. Vor allem die Bezirke von Malate, Ermita, Paco, San Miguel, Quiapo und Sampaloc sind Standort der wichtigsten Universitäten des Landes.
Unter ihnen befinden sich die Arellano University, University of the Philippines und die Philippine Normal University in Ermita, die Far Eastern University, die privaten katholischen Universitäten Ateneo de Manila und De La Salle sowie die katholische University of Santo Tomas in Sampaloc, die Universität der Stadt Manila in Intramuros und an drei Standorten in der Stadt die Polytechnic University of the Philippines. Andere wichtige Institutionen sind das Mapua Institute of Technology, eine angesehene Schule für Ingenieurwesen, die Centro Escolar University, das San Beda College und die University of the East.
Es gibt auch eine Deutsche Europäische Schule (DESM), die eng mit dem Lycée Français de Manille (LFM) zusammenarbeitet. Auf ihr können sowohl anerkannte deutsche Sprachdiplome als auch deutsche Schulabschlüsse und Hochschulzugangsberechtigungen erworben werden, zum Beispiel das International Baccalaureate.
Das Nationale Museum der Philippinen (National Museum of the Philippines), in dem das Spoliarium des Künstlers Juan Luna ausgestellt ist, befindet sich zusammen mit der Nationalen Bibliothek der Philippinen (National Library of the Philippines) beim Rizal-Park.

## Persönlichkeiten
Söhne und Töchter der Stadt:
- Mariano Gomez (1799–1872), Geistlicher und Nationalheld
- Jacinto Zamora (1835–1872), Geistlicher und Nationalheld
- Pedro Paterno (1857–1911), Politiker und Schriftsteller
- Erica Grupe-Lörcher (1875–1960), deutsche Schriftstellerin
- Patricio G. Mariano (1877–1935), einer der bekanntesten Dramatiker und Poeten, der in der Sprache des Tagalog schrieb
- Maria Paz Mendoza-Guazon (1884–1967), Medizinerin, Wissenschaftlerin, Schriftstellerin, Sozialreformerin und Philanthropin
- Carlos P. Rómulo (1899–1985), Politiker, Diplomat und Publizist (Pulitzer-Preis 1942)
- Frank S. Bowen (1905–1976), Generalmajor der United States Army
- Frederick Walker Castle (1908–1944), US-amerikanischer Brigadegeneral
- Robert Borg (1913–2005), US-amerikanischer Dressurreiter
- José Villanueva (1913–1983), Boxer
- Charles Borck (1917–2008), Basketballspieler
- William R. Desobry (1918–1996), Generalleutnant der United States Army
- Washington SyCip (1921–2017), Wirtschaftsprüfer und Unternehmer
- Roque Ferriols (1924–2021), Ordensgeistlicher, Philosoph und Dekan der Ateneo de Manila University
- Salvador Quizon (1924–2016), römisch-katholischer Geistlicher und Weihbischof in Lipa
- Tony Settember (1926–2014), US-amerikanischer Autorennfahrer
- Florencio Campomanes (1927–2010), Schachspieler und -funktionär
- Alfredo Lim (1929–2020), Politiker
- Carl Lovsted (1930–2013), US-amerikanischer Ruderer
- Vic Diaz (1932–2006), Schauspieler
- Corazon Aquino (1933–2009), Politikerin, 1986–92 Präsidentin der Philippinen
- Mel Lopez (1935–2017), Politiker und Sportfunktionär
- Joonee Gamboa (* 1936), Schauspieler und Synchronsprecher
- Cirio H. Santiago (1936–2008), Filmregisseur, Filmproduzent und Drehbuchautor
- Rodolfo C. Severino (1936–2019), Diplomat und Generalsekretär der Assoziation of Southeast Asian Nations (ASEAN)
- Roseli Ocampo-Friedmann (1937–2005), philippinisch-amerikanische Mikrobiologin und Botanikerin
- Pilar Seurat (1938–2001), Filmschauspielerin und Tänzerin
- Luis Eduardo Aute (1943–2020), spanischer Dichter, Liedermacher, Kunstmaler und Filmemacher
- Narcisa Escaler (* 1944), Diplomatin, Managerin und Unternehmerin
- Victor M. Ordoñez Fides (1944–2009), Politiker, Schauspieler und Filmproduzent
- Ruth Steiner (* 1944), österreichische Juristin, Managerin und Publizistin
- Walden Bello (* 1945), Soziologe, Globalisierungskritiker, Professor an der Universität der Philippinen
- Cornelio Padilla (1946–2013), Radrennfahrer
- Teresita de Castro (* 1948), Juristin
- Ronaldo Puno (* 1948), Politiker
- Jessica Hagedorn (* 1949), philippinisch-amerikanische Schriftstellerin
- Celso Dayrit (1951–2021), Fechter und Sportfunktionär
- Billy Hinsche (1951–2021), US-amerikanischer Musiker
- Isabel Preysler (* 1951), spanisch-philippinisches Model, Exgattin von Julio und Mutter von Enrique Iglesias
- Johnny Alegre (* 1955), Jazzmusiker
- Enrique V. Macaraeg (1955–2023), römisch-katholischer Geistlicher, Bischof von Tarlac
- Lourdes Yparraguirre (* 1955), Diplomatin
- Mark Cojuangco (* 1957), Politiker
- Ferdinand Marcos Jr. (* 1957), Politiker
- Benigno Aquino III. (1960–2021), Politiker und Präsident der Republik der Philippinen (2010–16)
- Conrado Estrella III. (* 1960), Politiker
- Socrates Buenaventura Villegas (* 1960), römisch-katholischer Erzbischof von Lingayen-Dagupan
- Roberto Gaa (* 1962), römisch-katholischer Geistlicher, Bischof von Novaliches
- Val Victa (* 1962), Schauspieler
- Christopher Blenkinsop (* 1963), englisch-deutscher Musiker
- Jeffrey Ching (* 1965), britischer Komponist chinesischer Herkunft
- Joey Santiago (* 1965), US-amerikanischer Musiker
- Arnaldo Catalan (* 1966), römisch-katholischer Geistlicher, Erzbischof und Diplomat des Heiligen Stuhls
- Liezl Martinez (1967–2015), Schauspielerin
- Dolly de Leon (* 1968 oder 1969), Schauspielerin
- Marcelino Antonio Malabanan Maralit (* 1969), römisch-katholischer Geistlicher, Bischof von San Pablo
- Pedro Baquero (* 1970), römisch-katholischer Ordensgeistlicher, Bischof von Kerema in Papua-Neuguinea
- Juan Edgardo Angara (* 1972), Politiker
- Rufino Sescon (* 1972), römisch-katholischer Geistlicher, Bischof von Balanga
- Laidback Luke (bürgerlich: Lucas Cornelis van Scheppigen; * 1976), niederländischer House-DJ und Produzent
- Donna Cruz (* 1977), Sängerin und Schauspielerin
- Lourence Ilagan (* 1978), Dartspieler
- Nico Santos (* 1979), Schauspieler
- Josiah Ng (* 1980), malaysischer Bahnradsportler
- Billy Crawford (* 1982), Sänger, Tänzer, Produzent, Songwriter und Schauspieler
- Arianne Caoili (1986–2020), australisch-philippinische Schachspielerin
- Marlon Stöckinger (* 1991), schweizerisch-philippinischer Automobilrennfahrer
- Mica Javier (* 1993), Schauspielerin, Sängerin und ein Model
- Elizabeth Bird (* 1994), britische Hindernisläuferin
- Daniel Gadia (* 1995), Fußballspieler
- Ernest Obiena (* 1995), Stabhochspringer
- Louise Emmanuelle Mabulo (* 1998), Umweltaktivistin und Sozialunternehmerin
- Hella Sketchy (2001–2019), US-amerikanischer Rapper